# 特捜最前線
『特捜最前線』（とくそうさいぜんせん）は、テレビ朝日・東映の制作により、テレビ朝日系列で1977年4月6日から1987年3月26日まで放送されていた刑事ドラマである。
2012年に東映チャンネルで放送された『特捜最前線2012 爆破0.01秒前の女』と、2013年にテレビ朝日系列『日曜エンターテインメント』で放送された『特捜最前線2013〜7頭の警察犬』についても本項で扱う。
本作は東京総合ビル33階の一室に置かれた警視庁特命捜査課（正式名称は「特殊命令捜査課」。通称「特命課」。架空の部署）に所属する刑事たちの捜査活動と人間ドラマを描く。劇中で取り上げられる事件・犯罪は行方不明者の捜索から大掛かりなテロ事件に至るまで多岐にわたり、放送期間も10年に及ぶ長寿番組となった。

## 番組の歴史

### 1977年
- 4月6日：「頭脳と行動力を駆使して多発する凶悪犯罪や難事件に挑戦する6人の刑事の活躍物語」というコンセプトでスタート。メンバーの設定も課長の神代、ヘリ捜査専門の桜井、落としの名人 船村、地方出身のバイタリティ男 高杉、猪突猛進の熱血漢 吉野、新米 津上と明確であった。当初は特命ヘリの存在を作品の見せ場とし、他の刑事ドラマでありがちなエピソードが連作され、作風も比較的マイルド路線であった。また、各刑事にスポットを当てた個人編の存在も神代と桜井に集中し、各々の個性に言及しているものは少なかった。
- 6月29日：第13話「愛・弾丸・哀」放送。これ以降佐藤肇・野田幸男演出回を中心に作風がハード化（刑事間の衝突を描いたり、世の不条理を問うような内容にシフト）していく。また、各刑事に主役が回るようになる。
- 9月：番組初の地方ロケ（石川県・金沢）が行われた（第24話・第25話）。

### 1978年
- 3月：桜井役の藤岡が降板。それに代わる特命ヘリポジションで紅林（演：横光克彦）が加入（第52話）。
- 4月：桜井に代わる警部ポジションとして橘が加入。タイトルロゴ、オープニングテーマ、アイキャッチ、ナレーターを一新、メンバーを全員エリートキャラにシフトさせハードアクション中心の路線に（第53話）。
- 7月：北海道函館でロケを行った（第68話・第69話）。
- 9月：3話連続作品「挑戦」を放送。

### 1979年
- 1月 - 2月：北海道での二度目のロケを行った際（第97話・第98話）、二谷が撮影中スキーで転倒し重傷を負い番組を一時離脱。また55話以降、西田のスケジュールの都合で準レギュラー化していた高杉がほとんど姿を見せなくなり、実質レギュラーメンバーが橘、船村、紅林、吉野、津上の5人となる。
- 3月：そのピンチを乗り越えるべく、蒲生警視（長門裕之）を特命課相談役として登場させる（第100話 - 第104話）。さらに補強策として、藤岡がスタッフの説得により条件付き（理由は後述）で復帰（第103話・第104話）。
- 4月：西田が降板（第105話）。その穴埋め的なポジションとして、庶民派の滝と（第108話）高杉幹子婦警が加入（第109話）。
- 5月：視聴者公募作品において二谷が番組に復帰（第110話）。
- 9月：一時の危機を脱し安定したと思われた矢先、大滝が映画『影武者』の撮影のため一時降板（第127話・第128話）。

### 1980年
- 1月：荒木が降板（第146話・第147話）。番組初の殉職という形を取る（その際のエピソードは後述）。
- 2月：叶（演：夏夕介）が加入（第148話）。
- 7月：桜木が降板（第169話）。その翌週、大滝が復帰（第170話）。その後、番組は（オープニング登場順に）神代、船村、橘、紅林、叶、吉野、幹子、桜井の体制になり、このメンバーで5年間にわたり固定される。

### 1981年 - 1982年
- 1981年3月：第200・201話「ローマ→パリ縦断捜査!」で、番組200回記念作品として初の海外ロケを行った。
  - この時期に製作された第212話「地図を描く女!」が有識者から高い評価を獲得。刑事たちや事件に関わる人々の心情を深く描いた、いわゆる「人情系」の路線へとシフトしていった。また、この時期には、蒲生警視のシリーズ物（窓際警視シリーズ）、視聴者投稿作品といった企画が登場するようになり、次回予告では五木田武信がリポーターとして顔を出すようになる。
- 1982年8月：海外ロケ第2弾として、ハワイロケを行った5周年記念作品を放送（第275話・第276話）。
- 1982年9月：第278話「逮捕・魔の24時間!」で、二谷が初めて監督を担当。
- 1982年11月：制作サイドと対立したメインライターの長坂秀佳が番組を降板。

### 1983年 - 1984年
- 1983年6月：制作サイドと和解し、長坂が7か月ぶりに番組に復帰。「長坂秀佳シリーズ」として原則集中型の放送形式となる。
- 1983年9月：このころからオープニングも一新して、20パーセント以上の視聴率（ビデオリサーチ調べ、関東地区・世帯。以下略）を連発するようになる。
- 1983年12月：藤岡が映画『SFソードキル』の撮影のために一時番組を離れ渡米。その間、五代高之扮する早見巡査長が加入して穴を埋める（第342話 - 第348話）。
- 1984年1月：第347話「暗闇へのテレフォンコール!」で、番組史上最高視聴率となる27.4パーセントを記録するなど、9週連続20パーセント以上の視聴率を記録した。
- 1984年2月：350回記念作品の第1弾として放送された第350話「殺人トリックの女!」で、二谷英明の妻の白川由美が準レギュラーとして初登場（以後419話、第436話に登場）。続く第2弾での第351話「津上刑事の遺言!」では、荒木も含めこれまでのレギュラーが勢ぞろいした。
- 1984年3月：作家シリーズ第2弾、石松愛弘シリーズを4週連続で放送した。
- 1984年3月：五木田武信が予告担当を降板。
- 1984年4月：7周年記念作品の一環として、第359話・第360話「哀・弾丸・愛 7人の刑事たち!」（第13話のリメイク版）が放送。この作品は、「特捜」の中でも名作との評価が高いと言われる。視聴率は、第359話、第360話ともに20.0パーセントの好視聴率を記録。
- その後も、沖縄ロケ、東京の街シリーズ、秋の特別企画、女性の犯罪体験の手記シリーズといった企画を連発した。

### 1985年
- 1月：大滝が舞台で番組を一時離れたため、代打で渡辺裕之演じる的場巡査長が4話限定（第397話 - 第400話）で加入（その後、第428話で再びゲスト出演）。
- 3月：8周年記念としてベルギーロケを行った作品（第407話・第408話）を放送。
- 6月：第418話「少年はなぜ母を殺したか!」では、全編法廷内でドラマを展開。
- 8月：塙五郎と、8年半（途中離脱時期もあるため実質は7年と数ヶ月）レギュラーを務めた大滝が降板（第430話）。
- 10月2日：誠が殉職という形で降板（第435話）。
- 10月10日：『ニュースステーション』スタートに伴い、木曜21時に枠移動。その初回は番組唯一の2時間スペシャルとして放送。この回から、5年9か月ぶりの新メンバーでマイホームパパの時田と、激情派の犬養が加入。オープニングが一新された。
- 11月：メンバー歴代最年少の杉が加入、婦警が6年半ぶり3度目の交代（第441話）。6年半ぶりに特命課刑事が8名になった。
- 12月：岡山・香川ロケを行った（第444話「退職刑事失踪の謎!瀬戸内に架けた愛!!」・第446話「倉敷〜高松〜観音寺・瀬戸内に消えた時効!」）。
- 木曜21時に移動後、視聴率が黄金期の平均20パーセント台から平均12パーセント台に下降するようになる。

### 1986年 - 1987年
- 1986年4月：9周年記念・犯人当て懸賞付きドラマ（第460話「挑戦・この七人の中に犯人は居る!」）を放送。その後編（第461話「挑戦II・窓際警視に捧げる挽歌!」）で、番組準レギュラーの蒲生警視が殉職。視聴率は振るわなかったものの、捜査四課の西岡刑事（蟹江敬三）がその後もセミレギュラーとして登場、ミステリアスな刑事役を演じた。また、この回から神代と桜井のオープニング映像が変更された。
- この時期は、終着駅の女シリーズ（第457話 - 第459話）、石松愛弘シリーズ（第474話・第475話・第477話）、二谷英明監督作品第2弾（第490話「強殺犯逃亡・あぶない道連れ!」）、若者向けの作品など趣向を凝らした企画が練られた。
- 1986年10月からは、再びオープニングを一新した。
- 1986年12月には、1987年3月をもっての番組終了が決定[1]。
- 1987年1月：500回記念作品（第500話・第501話）を放送。この作品では、船村ファミリーのほか、誠が殉職した吉野刑事と瓜二つのチンピラ役で出演。
- 1987年3月：「長坂秀佳終幕三部作」を放送。警官大量汚職事件と橘・桜井・神代、3人それぞれの人生模様を絡めた。3部作の最終回、警察内部の黒い霧の圧力によって、ついに特命課廃止案が浮上。しかし神代の命懸けの捜査を経て、特命捜査課は刑事部から独立、警視総監直轄の（警務・刑事・警備・公安などの各部と同じ）「特命捜査部」に格上げとなる。神代は特命部の部長に、橘、桜井はそれぞれ特命第一課と特命第二課の課長となり、「特捜最前線」は10年の歴史の幕を閉じた。

## 登場人物
※新番組予告紹介順および初登場順

### 特命捜査課・刑事
神代 恭介
演 - 二谷英明（第93話 - 第96話、第99話 - 第109話は未出演。）
刑事歴25年の警視正。城南警察署捜査二課、警視庁捜査第一課、丸の内警察署長、警視庁捜査第二課長、警察庁捜査課長、警察大学校教官などを歴任したのち、新設された特命捜査課の課長に。自らの命令は絶対で、背いた刑事には容赦しないうえ、その妥協を見せない捜査姿勢から「剃刀（かみそり）のカミシロ」の異名を持つが、部下からは「四角ダルマ」と陰口を叩かれることもある。正義感が強く相手が誰であろうと犯罪を許さない性格で政治家などからの圧力にも動じない気迫を持つ。また「特命捜査課」をエリート集団とする高杉、吉野、津上らの若手には「俺たちはな、他人の捨てた残飯を漁って歩く、野良犬だと思うんだな！」と切り捨てた（第3話）。自ら捜査の現場に出ることも多く、メンバーからの信頼も厚いが、その部下が不祥事を起こした際には査問会側に立つなど一定の距離を置く一面もある（立った上で他の刑事に問題解決のヒントを与える役回りである）。その一方、第78話では捜査上の過程で接近したために夫を失ったレストラン経営者（演：野際陽子）親子のために捜査の打ち切りを決断したり、津上、吉野の両刑事の殉職には相当心を痛めていていたようで、反発を買いながらも潜入捜査を続行させた津上の最期の間際には「お前の命が何よりも大事だ」と叫び、片や吉野に関しては父親に「私にとっても手の掛かる（可愛い）息子でした」と評している。
番組開始当初は娘の夏子がいたが、第50話で暴力団組長という裏の顔を持つ男に射殺された。妻も神代のかつての部下・松田春夫(演：浜田晃)と蒸発していた。家族について言及することはないものの、第87話の女流画家（演：小山明子）や第424話での会社社長（演：ハナ肇）との会話の中で、自身の職務一辺倒の姿勢が夫人の蒸発や娘の死へとつながったと後悔の念を吐露している。その事件に関与した暴力団を単独で襲撃したり、メンバーの心配をよそに無謀な捜査を行ったりと、気性の激しい一面も持ち合わせている。
煙草は赤ラーク（第51話）。基本的に劇中での一人称は「私」だが、長坂秀佳・塙五郎などの脚本回では「俺」、石松愛弘脚本回では「僕」なども使っている。最終回、警視庁に新設された特命捜査部の部長に就任する。なお二谷が休養中に番組は三年目に突入。オープニングが大幅にリニューアルされたが、神代の紹介シーンのみ二年目のオープニング映像を流用、加工したものとなっている。
また、最終盤のオープニングから江崎を除く、特命課員全員がこれまでの「刑事」表記から「橘警部」など、個々の階級で字幕テロップが入ったものに変更されたのに対し、神代のみ番組開始から、最終回まで「神代警視正」の表記だったが、番組スタート前の番組宣伝では、唯一「神代刑事」と表記されている。
桜井 哲夫
演 - 藤岡弘（第1話 - 第52話・第103話 - 第509話、うち未出演回多数。）
警部→警部補
昭和20年1月18日生まれ。丸の内署、城西署、外事課、警視庁スカイポリスなどを経て丸の内署時代の署長だった神代が桜井の才能を見い出し特命課に呼んだとされている。初期の位置づけは特命ヘリを用いた空中捜査担当の警部だった。その当時は単独捜査が多く神代からしばしば激昂されることもあったが、次第に特命課No.2としてのポジションを確立していく。また、復帰後のオープニングでは漁船、ボートなど、船上や岸壁沿いのシーンが多い。
不言実行型で考えていることを今一周囲に理解されないこともあるが、基本的にはやはり他のメンバーと同じく人情派である。
父・正規は弁護士で法曹界の大御所。長兄・修一郎は判事、次兄・道夫も弁護士というエリート一家に生まれる。父親は非常に厳格な人物で2人の兄が大変優秀であったため、末っ子の哲夫に対してはとりわけ厳しく教育する。そのため彼は幼少時から劣等感の塊であり、それが父親への反発心につながって、警察官を志すことになった。捜査の過程で父が介入してきた際には、反抗期の少年のような不貞腐れた態度をとるなど、普段の姿からは想像出来ない一面を垣間見せたこともある。第52話で国外逃亡した外国人容疑者の続行捜査という形でワシントン日本大使館に派遣され、それから程なくして異動したニューヨーク市警（この時は国際警察に籍を置いていた）で親友刑事の家族が射殺される事件に遭遇。その復讐のために彼は手段を選ばない悪徳刑事に変貌する。結果として国外追放処分となり事件と深い繋がりのあった容疑者を追って帰国。同事件を捜査中の特命課と遭遇し、確執の末、警部補に降格という形で復帰。それ以降は特命課陣も手を焼くほどの犯人を上げるためには手段を択ばない荒くれ刑事となる。船村ほどではないものの、事件の関係者から罵声や憎言を叩かれることもままあるが、自らの行動・発言に一切言い訳をしない態度は船村から一目置かれている（第114話「サラ金ジャック・射殺犯桜井刑事!」）。
特命課復帰当初は人情派の橘・理論派の紅林とは捜査方針を巡り衝突することもしばしばであったが、後に打ち解け、荒くれぶりも形を潜めシリーズ中盤以降は橘と共に神代を支える。荒くれ者のようでも強い正義感は健在で、猟銃を持ったサラ金強盗に辱めを受けた女性が復讐しようとして逆に撃たれそうになった際には激高して射殺している。被害者である女性を庇い査問会で全ての罪を被ろうとしていた桜井だが（女性に対して威嚇するように真実の証言を遮っている）、皮肉にもその時の桜井を救ったのは橘による真実の捜査証拠であった。他にも橘が赴任する前に神代の娘・夏子が殺害された際に暴走し独断行動を行っていた神代に代わり特命課を仕切った。
服装はノーネクタイの皮ジャン（襟付きのシングルライダース）か派手めな柄の背広が多い。煙草は時期によってハイライト、モアやキャビンなどを吸っていたが、番組終了直前には禁煙パイポを愛用している。これはスポンサーに禁煙パイポメーカーがいたためである。最終回、特命捜査部管轄の特命第二課の課長に就任した。
船村 一平
演 - 大滝秀治（第1話 - 第128話・第170話 - 第430話、うち未出演回多数。第499話・第500話）
警部補。1925年（大正14年）6月6日生まれ。新潟県で出生、東京都出身。刑事生活40年。神代とも数十年の付き合いがあり、彼をはじめ、特命課のメンバーからは「おやじさん」と呼ばれている。気性が荒い者揃いの特命課スタッフの中でも最もその傾向が強く、「犯罪を立証することも大切だが、残された者のためには時として目を瞑ろう」という思想の持ち主である。そのために事件性と関係していても「どうして、あの娘をそっとしておいて上げないんだ」などと他の刑事にくってかかることも多い。一方で相手の境遇を知りつつもそれに付け込んだ捜査を行うことから、娘の香子は勿論事件の関係者や犯人の家族からは憎しみや悲しみの捌け口にされることも少なくなかった。ただ、同僚の刑事たちからは絶大なる信頼を得ている。
家族は妻と子供が二人いたが長男・秀平は6歳で他界、妻の香代も癌に侵され、その看病のため、1979年（昭和54年）の9月に刑事を辞職し、妻の郷里・飛騨高山に旅立つ。妻の他界後は東京に戻り、娘の香子と共に妻の名を冠したビーフシチュー店を経営していたが、その従業員が関わった事件で神代と再会し、彼の説得で1980年（昭和55年）の7月に特命課属刑事に復職することとなる。刑事に戻ってからは娘の駆け落ち、その夫の死と不幸な経験を繰り返したのち、自身の心臓病が悪化。刑事の職を続けるかどうかで苦悩した末、ドクターストップがかかり1985年（昭和60年）の8月に刑事を再び退職する。
再退職後は倉庫の作業員として働いていたが、自分を事件の証人として訪ねてきた橘と桜井を拒絶する一方で、全く面識のない西岡刑事の尋問に対してはあっさり自白するという謎めいた行為を見せている。
神代をはじめ、特命捜査課の刑事たちは部下や後輩を呼ぶときは基本的に呼び捨てであったが、船村だけは基本的には「○○君」と君付けで相手を呼んでいた。階級が上である橘に対しても船村の方が年齢が上であるために「橘君」と呼んでいる。なお、船村をメインとしたエピソードの脚本は塙五郎が特に多く手がけており、船村が退職した第430話をもって、塙も番組を降板している。
高杉 陽三
演 - 西田敏行（第1話 - 第105話、うち未出演回多数。第351話）
東北出身の巡査部長。妻と娘との3人暮らし。兄弟については「12人兄弟の貧乏農家の倅（第7話）」、「末っ子（第36話）」、「8人兄弟の三男（第105話）」と一定していない。当初は神代の捜査方針によく陰口をたたいていたが、やがて次第に涙もろい人情刑事へとシフトしていった。所轄の係長への栄転という形で特命課を去るが、その後、津上がやり残した事件の捜査に協力。そのときは保護観察官に転身していた。
悪気はないものの余計なことを言いがちである。また、妻との間で仕事と家庭を巡って対立したりするなど、家庭持ちならではの悩みもある。亡き父親に対しては愛憎入り混じった複雑な思いを抱いており、その影響で父の面影を持つ事件関係者へ必要以上に感情移入してしまう傾向がある。
基本的にはブラウンのスーツを着用しているが、他にベレー帽やチェックのコートの他、スーツにショートウエスタンブーツを合わせたりと、お洒落な一面もある。主な活躍では電車内のいざこざで、暴行され死亡した父親の敵討ちをと、その息子に誓い犯人を検挙しているが、腕っぷしの強い犯人を柔道技で圧倒しており格闘能力も確かである。演ずる西田のスケジュールの都合上、第55話以降は欠場することが多く、後姿のシーンなどはスタッフが代役を務めたこともある。最終的には他の出演者が西田のスケジュールに合わせて収録することに対して、申し訳ないと感じた西田自身が降板を申し出た形となった。
吉野 竜次
演 - 誠直也（第1話 - 第435話、うち未出演回多数。）
巡査長→巡査部長
佐賀県出身で、浅草の所轄から特命課に配属された叩き上げの刑事。性格は猪突猛進の直情径行型であり、直情的ゆえに正義感も強いが犯罪者に対して容赦ない一面もある。それゆえに湿っぽい捜査活動への鬱憤から帰国直後の桜井の非情な捜査方針にメンバーで唯一擁護したりしていたが、特命課員としての年数を重ねるうちに次第に人情味あふれる刑事へと変化していった。
叶と同じく、父親が愛人に産ませた子供で、その出生の境遇から父親には複雑な心情を抱いているが、その父親の設定には矛盾があり、第18話では元水道局の職員ですでに他界していることを語る一方で、第96話、第220話では吉野が父を気にかける様子が描かれている（後者のラストは吉野の帰省）。さらに第334話では断絶状態となっている。また学歴面でも、高校に所属した部活動がボクシング部（64話）、水泳部（第120話）、ラグビー部（第185話）と話によって違い、第382話ではアルバイトで大学の学費を賄った旨を語っているのに対し、第435話では無学歴発言もしている。年齢に関しても30歳（第220話）、28歳（第316話、第325話）、30歳（第434話）と一定していない。煙草は第34話ではチェリーを吸っていたが、第133話ではモアを吸っている描写がある。出世欲がなく、捜査にかこつけて昇進試験をすっぽかしたりすることもあったが、第405話で巡査部長に昇進。第435話の拳銃事件で殉職後は二階級特進となって警部に。なお、演ずる誠は吉野の殉職後に第499話と第500話に「吉野にそっくりな暴力団員」の松田鉄治役でゲスト出演している。
津上 明
演 - 荒木しげる（第1話 - 第147話、第351話）
警察大学を卒業したばかりの巡査長。当初はエリート意識を鼻にかけ、自身のミスを認めず同僚や犯人の肉親へ責任転嫁する未熟な新米として描かれていたが、次第に情熱的な若手刑事にシフトしていった。先輩格の吉野とはコンビを組んで活動し、勤務時間外でも連れ立って飲み歩く機会が多い。
事件の大小に関係なく捜査に情熱を燃やし、特に子供には優しく小さな約束からも事件解決に積極的に取り組んだ。若さゆえ感情的になることも多く、神代にも噛みつく場面も多々あった。両親は既に他界しており、幼いころから妹のトモ子（演：牧美智子→立枝歩）と二人で懸命に生きてきた。大学時代はラグビー部に所属。
演者の荒木がフォー・セインツのドラマーだったことから、特技としてドラムが設定されている。煙草はマイルドセブン（第57話）。同僚の警官が女性の「下着泥棒」事件で冤罪がかけられた際には、同僚を罵倒するマスコミに対して「あんたたちは、一度でも女を抱きたいと思ったことはないのか？僕は道行く女性を見て押し倒したい衝動に駆られる時がある」と弁護し男性の本能をリアルに語ったこともある。かつては夏子に思いを寄せていたもののあえなく失恋し、彼女が殺害されたときには神代を激しく糾弾した。第146話、第147話における細菌爆弾事件でも捜査の過程で起きた神代の行動が元で彼を激しく糾弾。その後細菌入り風船の脅威から市民を守るため、風船を積んだ車で廃工場の鉄柱に突っ込み爆死。享年28。殉職から4年後、少年に解決を約束していた事件があることが判明し、特命課やそのOB（高杉と滝）がその解決に尽力した。
紅林 甚一
演 - 横光克彦（第52話 - 第509話）
警部補。群馬県出身。前所属は警視庁外事課。特命課との合同捜査を機に外事課時代の先輩でもあった桜井の転勤に伴い特命課に転属。中盤で義理の妹の存在が明らかになる。
旧満州からの引揚者である実母・常子とは幼少時に生き別れ（昭和57年に交通事故で死亡）、実父とは大学生の時に死別している。また第507話では「父親の味を知らない」と語っている。
エリート揃いの特命課にあって最も特命課員らしい刑事で、性格は、演ずる横光曰く「個性がないことが個性」、周囲からはその真面目さを揶揄されることもあった。メンバーの中で唯一の左利きであるため、第129話では彼のイメージとはほど遠い、軽妙な男に化けて潜入させられたこともある。桜井と同じくヘリの操縦ができ、空からの捜査場面も多く見られた。他の刑事と比較すると影は薄いが、主役となったエピソードは全刑事の中でも最多である。最終回、特命第一課に転属する。桜井の後任的ポストだったこともあり、初期と、最終盤を除き、オープニングにはヘリコプターに乗降するシーンが使われている。
正義感が強過ぎる吉野とは対照的で、警察としての権限を冷静に語ったこともある。「市民として犯罪を通報する義務がある」と言う吉野に対し、「それは我々が警察手帳を持っているから周りの脅迫にも屈しないだけだ」と返している。また、東京で孤独に生きる人間たちを視ても「やはり私はこの街が好きだ」と語っている。
横光は第40話「初指令・北北東へ急行せよ!」に、町工場を倒産させて妻と子供2人と一家心中を図ろうとする父親役でゲスト出演をしてから、本作品のレギュラーとなった。
橘 剛
演 - 本郷功次郎（第53話 - 第509話、うち未出演回多数。）
長崎県警警部→長崎県警巡査→警視庁警部
昭和13年10月21日生まれ、長崎県出身。渋谷区在住。高校時代は野球部に在籍していた。県警本部のエリート(ザ・テレビジョンドラマIIやポリドール版サウンドトラックの解説によるとその時の階級は警部)だったころ無二の親友を逮捕したことから五島の派出所に自ら進んで転属(階級も巡査に降格)。やがて野球選手であるその親友の息子を応援に上京した際に、別事件で親友を追っていた特命課と遭遇。苦悩の末、再び親友を逮捕することになる。その自責の念から警官を退職しようとしていた矢先に、神代の計らいで本庁警察官の採用と警部の階級を再び得て特命課に着任。射撃を得意とし、長距離からの狙撃を任されることもある。その上、柔道四段で格闘能力も高い。また、変装しての潜入捜査も得意である。こうした有能さを持つことから、次第に神代の右腕的存在となっていき、やがては特命課No.2のポジションに収まることとなる。神代の不在時などには課長代理として捜査の指揮を執ることも多い。
普段は自らを「牛」と例えるほど温厚だが、感情的になると怒声を浴びせることが多い。家族は妻・美詠子と息子二人だが、五島への転勤の際に起きたいざこざがきっかけで長年別居状態が続き、終盤にて離婚を決意。東京の予備校に通うために上京した長男・信一とは紆余曲折の末同居、次男・健二も終盤で上京した際に事件に巻き込まれている。信一との同居までは1人暮らしであったが部屋は小綺麗で清潔な一面も持っている（登場当初はボサボサの髪に無精髭、風呂にもまともに入っていない不潔な身なりだったが、すぐに改めている）。初期は高杉同様、スーツにショートウエスタンブーツを合わせるというファッションが多かった。ピークドラペル（剣襟）のシングルスーツを着ることが多く、拳銃を撃つ際のグローブ、煙草を吸う際のシガレットホルダー、聞き込みの際には警察手帳ではなく名刺を差し出すなど、細部の小道具にまでこだわりの詰まった刑事である。最終回、特命捜査部管轄の特命第一課の課長に就任した。
滝 二郎
演 - 桜木健一（第108話 - 第169話、うち未出演回多数。第351話）
巡査。所轄署の交番勤務だったころ、巡回中にビルから人の転落する現場を目撃し、捜査にあたった特命課に協力する。出世と金のために特命課に憧れを抱き、自ら配転を希望したため、マスコミ対策も兼ねて特別配属され、事件解決後に正式に配属された。捜査においては失敗が多いが、饒舌で韋駄天である。演じた桜木は当時31歳だったが、年齢設定は24歳とかなり差があり、エリートが多い特命課の中では階級が低いゆえ、同じ若手の吉野、津上、叶よりも格下的な扱いを受けていた。演じた桜木のスケジュールの関係から欠場も多く、主演エピソードも少ないが、捜査において他の刑事よりも早く手がかりを見つけるなど地味ながらも重大な役回りを演じることも少なくなかった。特命課で働くうちに人を信じるよりも疑うことが優先される刑事の職務に疑問を抱き、それが原因で不本意ながら刑事を退職する羽目になった。その際に知り合った女性（赤座美代子）とラーメン屋を共同経営する。幹子とはデートの約束をするほどの仲だったようだが、進展することはなかった。その後、津上がやり残した事件の捜査に加わり、高杉同様、特命課を応援した。初登場の第108話はゲスト扱いのためオープニングではなくエンディングにクレジットされ、翌週からオープニングに加わっている。
叶 旬一
演 - 夏夕介（第148話 - 第509話）
警部補。昭和30年2月2日生まれ（戸籍上の誕生日は2月11日）。初登場時は新宿中央署捜査一係所属。大物政治家・城所 徳永（演 - 山内明）が愛人に産ませた子供であったが、母は出産直後に彼を捨てて自殺したため、新宿区中央町の孤児院ひまわり学園で育つ（実際には、実母は実父の政治家としての将来を考え自殺。父親自身も孤児となった叶の存在を気にかけて心を痛めており、最期は彼を護るために凶弾に倒れた）。苦学の末、若くして警部補になるが自信過剰な性格と法律スレスレのスタンドプレーを繰り返すことから所轄をたらい回しにされる。そんな中で自分を狙った狙撃事件の捜査中に、同事件を追っていた特命課のメンバーと遭遇し、衝突の末に神代の強引な転属命令で配属される。当初は施設育ちのコンプレックスのせいか、誰にも心を開かなかったが、次第にメンバーとも心を通わせるようになり、最終的には庶民に最も近く、親しみを持てる刑事となっていった。
一見エリートに見られがちだが、幼少期から苦労が多かったため、物や食べ物を粗末にする容疑者に対して激怒したり、犯罪者や若者に親の有り難みを説くことも多かった。なお、吉野との関係では、叶の方が吉野より階級は上であるが、特命課では吉野の方が先輩であるため、彼には目上の態度で接している（逆に吉野は叶を呼び捨てにするなど、先輩としての態度を取る）。吉野とは同じ若手とあって仲が良く一緒に飲みに行くことも多い。刑事のキャリアもそれなりにあるが、後期のエピソードでは船村から新米呼ばわりされたことも。終盤では恋人の存在も発覚、また犬養や杉という後輩も増え中堅として特命課を支える存在となっていった。
煙草はマイルドセブン（第152話）。初登場の第148話はゲスト扱いのためオープニングではなくエンディングにクレジットされ、翌週からオープニングに加わっている。服装も最初は黒系のスーツに茶色の皮ベスト、ノーネクタイだったが、程なく他の特命課刑事同様にスーツにネクタイをするようになる。
夏は第3話「禁じられた愛の詩」第31話「浅草・愛と逃亡の街」第82話「望郷殺人カルテット!」第133話「六法全書を抱えた狼!」のゲスト出演を先にしており、第133話は悪徳非道な犯人にも扮し、これらを経て本作品のレギュラーとなった。最終回、特命第二課に転属。夏の「特捜最前線」における最初のセリフは第3話での「私は今、人を殺しました」である。
時田 伝吉
演 - 渡辺篤史（第436話 - 第509話）
警部補。眼鏡がトレードマーク。家族は妻と10歳の娘、6歳の息子と4人。誘拐事件の合同捜査の過程で大田北署から人員補充のため特命課に転属した叩き上げ。大田北署では「秋の花火」と揶揄され浮いた存在だった。江戸っ子気質であり、配属当初はエリート揃いの特命課に妙な偏見を持っていたため自ら進んで馴染もうとはしなかった。その後特命課の面々が仲間意識の強い好漢揃いと気付き、逆に時田にとって特命課は居心地の良い職場となる。他の特命課刑事と異なり、家族の写真を肌身離さず携帯し、徹夜勤務のときは自宅に電話をする様子や、捜査後の酒飲みの誘いも辞退するなど家庭を大切にする描写が多くなされた。なお、一家は仏教徒のため、クリスマスを祝うことはやらない方針。比較的ドライな言動が多いが、社会的弱者を食い物にする犯罪に対しては思わぬ熱さを見せることも多々あった。脚本上の都合から船村に似通ったキャラクターになることが度々あった。最終回、特命第一課に転属。
犬養 清志郎
演 - 三ツ木清隆（第436話 - 第509話）
巡査部長。時田と同じく誘拐事件の合同捜査の過程で警視庁捜査一課から人員補充のため特命課に配属した。殉職した吉野の後任的存在であるが、設定年齢26歳とかなり若い。自己中心的で子供じみた部分があり、饒舌で一度決めたことは意地でも曲げない性格で、暴走して状況を悪化させたり、自分の意見が通らなかった時には相手構わず噛み付くことも多い。捜査方針で対立し、桜井を殴ったり、叶を突き飛ばしたこともあるが、不注意なところもある。
タイトなフレアスラックスが主流の特命課には珍しく、ツータックのスラックスを愛用していたこともあった。イライラするとしきりにタバコを吸う癖がある。最終回、特命第二課に転属。
三ツ木は前後篇である第160話「復讐I・悪魔がくれたバリコン爆弾!」第161話「復讐II・五億円が舞い散るとき!」に犯人役でゲスト出演している。
杉 敏夫
演 - 阿部祐二（第441話 - 第509話）
巡査。原宿に住んでいる。西新宿署の刑事課にいた時、ヤクザの拳銃乱射事件の捜査中に特命課と出会い協力捜査し、事件解決後に転属された。
いかにも現代の若者といった性格であるが、特命課員の中では長身以外大した特徴もなく影が薄かった。だが第481話、第488話など終盤では彼が中心となって解決した事件もあり成長も少なからず見られた。的外れかつ不謹慎な発言で、周囲から顰蹙を買うこともある。レギュラー刑事陣で唯一劇中ナレーションをしていない。最終回、特命第二課に転属。

### 特命捜査課・婦警
※高杉幹子は3代目、江崎愛子は4代目婦警。初代と2代目は準レギュラー一覧に表記。
高杉 幹子
演 - 関谷ますみ（第109話 - 第441話、うち未出演回多数。第446話〈第446話はゲスト扱い〉）
高杉刑事のいとこで巡査。登場当初は「みきちゃん」、「高杉」などと呼ばれていた。第137話で滝に初めて「カンコちゃん」と呼ばれ、以後そのあだ名が定着する。ただし、神代は「高杉君」と呼ぶことが多く、橘は「高杉」と呼び捨てにする。
普段は無線連絡やデスク業務が中心であるが、外出捜査に加わることも多く、第284話では婦警として唯一拳銃を携行しているシーンが描かれている。女性ならではの潜入捜査を任されることもしばしばあり、そのため犯人に襲われることもあった。特記事項として第124話以降、夏場になるとオカルトめいた奇怪な事件に巻き込まれるというジンクスがあり、第273話では当人もそのことを気にして不安がっていた。特命課員とのラブロマンスは特に描かれなかったが、滝や吉野とデートの約束をしたことがある。しかし、結果として滝は辞職、吉野は殉職という結末に。その後、農協に勤めている青年からの3年越しのプロポーズを受けたことと、病弱の母の面倒をみることを理由に退職。
江崎 愛子
演 - 愛田夏希（第442話 - 第509話）
高杉幹子の退職後に配属された婦警。あだ名は「アイちゃん」。オープニングでは杉と一緒に登場していた。外出捜査に参加する機会が多かった。最終回、特命捜査部・第一課、第二課が新設されるもどれが転属先かは不明。

### 準レギュラー

#### 特命課
蒲生 大介（警視）
演 - 長門裕之（第100 - 104話、第138話、第162話、第218話、第239・240話、第269話、第345・346話、第460・461話）
刑事部次長だった頃に神代の海外出張の間、相談役兼課長代理として特命課の指揮を執った。特命課内では桜井の暴走的な捜査姿勢やそれに共感する吉野に苦言を呈したり、外部との折衝などで頭を痛める中間管理職のポジションだったが、神代の復帰を待たずして左遷された。「ここだけの話だけどよ」が口癖で、「捜査は足」がモットー。「稲妻の蒲生」の異名を持ち、神代が認めるほどの捜査能力を持つが、特命課を解任されてからは、所轄の窓際部署や落とし物センターなどといった閑職を転々とし、出世コースからも完全に外れてしまった。
神代との出会いについては、第162話で神代が「蒲生と初めて会ったのは20年くらい前（刑事になってから）」と言っているが、第460話では学生時代から親友であったことが蒲生の口から語られるなど、一定していない。
家族は娘のさくらの他に、愛人に産ませた冬木心子という子供がいた（第269話では「娘は四国に嫁いだ」ということになっているが、第460話・461話ではさくらが警視庁捜査四課の西岡刑事の妻として登場しているため、大きな矛盾がある）。心子は拳銃密売事件の顛末を知らせるため22年ぶりに蒲生と会おうとしたが、目的半ばにして射殺される。その敵を討つため、臨時特命課員として、拳銃密売事件に関与している暴力団に単身決闘を挑む。
早見 健介（巡査長）
演 - 五代高之（第342話 - 第348話）
城西署捜査課刑事係勤務の25歳。自分を名を利用した犯人による殺人事件の容疑で特命課と接触。妻(演:根本律子)の過去に絡む呪縛から辞表を提出しており、かつ離婚まで考えるほどのネガティブな性格。ゆえに特命課の面々からは「若造」扱いされたが、船村の努力で辞職と離婚は撤回され、事件解決後に特命課に短期配属された。
的場 大（巡査長）
演 - 渡辺裕之（第397話 - 第400話、第428話）
昭和33年8月8日生まれの27歳。オートバイと手品が趣味。渋谷南署捜査課にいた頃、下着ドロの張り込み中に神代が狙撃されるところを目撃。捜査協力ついでに橘の一存と上層部の意向で特命課に配属された。複雑な家庭環境で育ったため父親(演:土屋嘉男)に対して異常なコンプレックスを持っていた。その父親が絡む事件を解決後、彼に対する神代の留意の意向を突っぱね特命課を去った。ゆくゆくは辞表を出すはずであったが半年後、特命課の面々と再会した時は所轄に転勤していた。しかし神代の命令で捜査にあたっていた事件が解決した日の夜に彼は刑事生命最大の危機に立たされる事件に巻き込まれてしまう。
児玉 雅子（巡査）
演 - 槇葉子（第1話 - 第14話）
初代特命婦警。全編通じて台詞は二言三言程度。単独で写るカットもごく僅かである。
玉井 光子（巡査）
演 - 日夏紗斗子（第16話 - 第108話）
二代目特命婦警、警察学校を優秀な成績で卒業したばかりで、その才能を買われ特命課に配属。船村や吉野からは「玉ちゃん」、橘からは「みっちゃん」と呼ばれていた。前任者とは打って変わって現場に出ることが多く、特に第56話ではおとり捜査の上に犯人と格闘、逮捕するという大活躍を見せた。北海道ルスツでの出張捜査にも同行している。結婚のため寿退職した。

#### 神代警視正の家族
神代 夏子
演 - 志摩みずえ→岸田奈帆子
娘。
神代 怜子
演 - 小林かおり
妻。

#### 船村刑事の家族
船村 加代
演 - 風見章子
妻。飛騨高山出身。洋食屋の娘で、初期の作品では鹿児島に実家があるという設定だった。第34話では、三発の弾を受けて入院中の夫を病室で看病中、とどめを刺しに現れた犯人に殴り倒されたり、第94話では、夫の刑事としての誇りを守るために妻を辞めようとしたりと、刑事の職務に追われる夫を陰で支え続けた。胃癌に侵され第127話で入院。故郷での闘病生活の末帰らぬ人となる。
船村（古沢） 香子（こうこ）
演 - 永野裕紀子→木村理恵→三浦リカ
長女。永野版は明朗活発な性格だったが木村版は陰のあるキャラクターに。初期の名前は「恵子」だった。母の死後、料理学校に通いながら父のビーフシチュー店の手伝いをしていたが、父の刑事復職により廃業。その後古沢と駆け落ちして結婚、ハワイ在住となるが太平の出産後に古沢は死亡。帰国し父と同居する。
二代目役の木村はこれ以前、第21話「胡蝶の舞の女」に、また三代目役の三浦も数回ゲスト出演した。
古沢 徹
演 - 森大河
香子の夫。彼女と駆け落ちする以前に前妻とその子供二人が家族にいた。第329話でそれに絡んだ誘拐事件に巻き込まれ、息子を庇い前妻の情夫に刺殺されてしまった。
演じた森はこれ以前、第27話「跳弾 その愛のゆくえ」、第144話「ヨーコ·二人だけの新春哀歌!」、第200・201話「ローマ→パリ縦断捜査！」、第237話「木枯らしや……」に出演。
船村 太平
演 - 竹沢慶
香子と徹との間に生まれた孫。第499話で誘拐事件に巻き込まれてしまう。

#### 橘刑事の家族
橘 信一
演 - 神谷政浩→鹿又裕司
長男。初登場は第74話。その時の名前は「元」だった。母親を捨てて五島に行った父親を憎んでおり長らく絶交が続く。父親と同じく長崎の高校では野球部にいたが、卒業後東京の予備校に進学。そこで父親と再会、和解し同居するようになる。第507話にて、弟の件を機に父の許を離れて自立する決意をする。
初代役の神谷は後年、第344話、第442話、第465話に出演。
橘 健二
演 - 小林努
次男。第278話で「俺の息子も中学生だ」という台詞から、その存在が明らかになる。第507話では上京した際にいざこざを起こして所轄に補導されてしまう。

#### 桜井刑事の家族
桜井 正規
演 - 永井智雄→安部徹
法曹界の大御所で優秀な弁護士の父。いわゆる”人権派弁護士”。初登場は第46話。兄2人と違い、幼少期に厳しく接したため哲夫がコンプレックスを抱いている。最終3部作の所轄大量汚職事件に於いて驚くべき行動に出る。
二代目を演じた安部はこれ以前に、第66、67話に出演。
桜井 修一郎
演 - 福田豊土
長兄。第194話に登場。東京地裁の判事という肩書きを持つ。後に他界していたことが判明する。　
演じた福田は当時、番組のスポンサーだったライオンの歯みがきのCMに出演していた。
桜井 道夫
演 - 岸田森
父同様弁護士である次兄。第165話、第194話に登場した他、第369話でも、本人の出演はないが（演じた岸田が既に他界していたため）、特命課が追っている事件の裏で活躍していることが語られる。
岸田はこれ以前に、第20話「刑事を愛した女」に検事役で出演。

#### 紅林刑事の家族
中島 順子
演 - 丸山秀美
義理の妹。実母は出産と同時に他界したため、産婆であった紅林の実母・常子に育てられた。第315話、第335話に登場。
演じた丸山はこれ以前に、第205話に出演。

#### 高杉刑事の家族
高杉 陽子
演 - 松木路子
妻。家庭を顧みない夫に愛想を尽かし、離婚を考えたことがあった。
高杉 幸子
演 - 郡司幸子
娘。最後の登場となった第92話とそれ以前では、キャラクターが大きく異なっている。

#### 吉野刑事の家族
吉野 周吉
演 - 高松英郎
故郷佐賀で果樹園を営んでいる父。息子同様直情型の性格。第18話では正義感の強い水道局員で故人であることが竜次の口から語られていたが、第334話で初登場する。第434話で竜次と同居することになったのもつかの間、続く第435話で自分が面倒見た女の弟の自首を竜次に勧めた結果、かえって彼の人生を大きく変えてしまった。謝罪する神代に「竜次の事は忘れてください。」と言い残し、彼の遺骨を抱いたまま佐賀へと帰って行った。
母（名称不明）
演 - 荒木道子
第220話に登場。家業を継ぐ事を拒んで家を飛び出した竜次に、父親に顔を見せるよう促した事があった。

#### 犬養刑事の家族
犬養 京子
演 - 井沢明子
兄の娘。第484話に登場。

#### 高杉婦警の家族
高杉 正雄
演 - 石垣守一
父。月に1度は手紙を出すよう幹子に命じていた。
母（名称不明）
演 - 本山可久子
小柳 泉
演 - 山本直子
従姉妹。推理小説家志望。第273話に登場。

#### 警視庁・警察庁関係者
内藤 正義（警視監）
演 - 岡田英次（第1話、第10話、第95話）
警視庁刑事部長。特命課創設の発起人で神代を課長に推挙した。
柳沢
演 - 久富惟晴（第17話、第62話）
警視庁SP課長。高圧的な性格で神代とは犬猿の間柄。「鬼」の異名を持つ。
演じた久富は、第26話「娘よ!父の罪を赦せ」では犯人役、第331話「小さな紙吹雪の叫び！」では被害者役で出演。
保科（警視正）
演 - 横森久（第44話、第51話、第114話、第136話）
桜井の二度にわたる不祥事の際に査問会の先陣として彼を追及した。その一方で神代に代わる捜査指揮を彼に命じたこともあった。
大江 喜一郎（警視監）
演 - 御木本伸介（第359・360話、第387話、第428話、第437話、第465話、第476話）
警察庁刑事局長。警察官の人事的問題の絡んだ事件において神代に捜査命令を下す。高齢で心臓に持病を抱える船村に対しては特に厳しい。
演じた御木本は、これ以前に第77話「挑戦Ⅰ」第78話「挑戦Ⅱ」に出演。
西岡 良介
演 - 蟹江敬三（第460・461話、第500・501話、第509話）
警視庁捜査四課所属の刑事。蒲生の娘・さくらの夫で蒲生の娘婿にあたる。捜査能力は警視庁きっての敏腕であるが、暴力団や特定の政治家との黒い関係も噂されており、特命課の面々とも折り合いが悪い。数々の奇行で特命課の刑事たちを翻弄したが、最終話でその真意と共に神代との特命課創設以前からの深い関係を自ら明かした後、新設された捜査四課特別室の室長に就任する。
演じた蟹江は、これ以前に第39話、第103話、第104話、第380話に出演。
野崎
演 - 梅原正樹
鑑識課員で、中期以降現場検証や結果報告のシーンで顔を見せた。なお演じた梅原はテレビ朝日の番組対抗特番に番組チームの一人として何度か参加したことがある。
梅原はこれ以前に、番組初期から中期にかけて何度もゲスト出演している他、野崎役で準レギュラーとなって以降も、違う役で出演することが度々あった。
栗田
演 - 平沢智子（第438話、第462話）
時田の大田北署時代の同僚婦警で、愛称は「くりちゃん」。東北出身。時田を尊敬しており、彼が特命課に配属されてからも度々協力している。

#### その他
九条 順子
演 - 松平純子
東京総合ビルの地下1階にあるスナックのママ。初期には神代以下、特命課の面々も常連客として度々訪れていた。
大塚 智子
演 - 藤田美保子（第66話、第67話、第121話、第233話）
神代ら特命課と対決する弁護士で、法廷エピソードに登場した。
平助
演 - 日野道夫（第66話、第67話、第121話、第233話）
大塚弁護士の助手で元刑事。20回以上の総監賞を持つ経歴がある。
演じた日野は第373話に老人役で出演。
須藤（検事）
演 - 菅貫太郎（第66話、第67話、第85話、第133話）
鬼の異名を持つ検事。特命課と対立することが多い。登場当初はずる賢い性格であったが、第133話「六法全書を抱えた狼」では、現職大物代議士を父に持つ司法修習生の強姦罪を立証するために捜査する吉野を非公式に支援。神代から感謝される。
小泉 純子
演 - 秋谷陽子（第179話、第184話、第190話）
幼稚園の保母。やくざだった父親が神代と組織の板挟みで死んだ過去を持つ。その事実も知らずに自分に援助してくれていた神代を「あしながおじさん」と慕っていたが、ある事件が原因でそれを知ったばかりか、恋人を叶に射殺されたことが原因で神代を憎むようになり、姿を消した後コールガール組織の手先になった。その後、コールガール組織に絡んだ事件の捜査で神代と再会した。
演じた秋谷は、これ以前に第129話「非情の街・ピエロと呼ばれた男!」に出演。
中田 良子
演 - 山口果林（第338話、第394話、第418話）
気の強い女弁護士で、特命課とは相性が悪い。
冷泉 綾子
演 - 白川由美（第350話、第421話、第436話）
東林大学教授。法医学助手時代に捜査の方針を巡って神代と対立した過去があり、以来法医学を捨てて法歯学を志した。神代とはその頃からの腐れ縁で、特命課と腕比べをしたこともある。

## スタッフ
- 企画：高橋正樹（全話、ただし第358話まではプロデューサー）
- プロデューサー
  - 東映：斉藤頼照（第1話 - 第328話）、深沢道尚（第1話 - 第435話）、武居勝彦（第336話 - 第435話）、阿部征司（第436話 - ）、東一盛（第436話 - ）
  - テレビ朝日：五十嵐文郎（第359話 - 第436話）、浅香真哉（第436話 - ）
- 脚本：長坂秀佳（110回）、塙五郎（57回）、藤井邦夫（49回）、佐藤五月（46回）、阿井文瓶（28回）、宮下隼一（27回）、押川国秋（25回）、大野武雄（23回）、石松愛弘（18回）、竹山洋（15回）　他
- 音楽：木下忠司
- 撮影：西山誠、林七郎、藤本茂、相原義晴、工藤矩雄、小林武治、加藤弘章、斉藤健、内田正司
- 照明：吉岡伝吉、石垣敏雄、高橋弘、中川勇雄、斉藤久、高橋道雄、竹田勝三、丸林洋一、石垣紘一
- 録音：織本道雄、長井幹夫、小松忠之、橋本泰夫、広上益弘、上出栄二郎、近藤克己、新川昌史、佐藤幸哉、須田武雄、武進、川田保、映広音響
- 美術：井上明、宮国登、河村寅次郎、森田ふみよし、野本幸男、山下宏、入野達弥、安部衛、木村光之、中村州志、内田欣哉、藤田博
- 助監督：三村道治、小笠原猛、服部和史、稲垣信明、加島忠義、中津川勲、坂本太郎、長谷川計二、南晃行、木戸田康秀、山下龍次郎、荒井俊昭、白山一城、長石多可男、蓑輪雅夫、山口純生、伊藤一男、藤田保行、北村義樹、松井昇、吉野晴亮、秦衛、白井政一、息邦夫、笠倉隆、宮坂清彦、竹安正嗣、 二宮健二、久保田延廣
- 計測：斉藤健、黒須健雄、内田正司、小泉貴一、松井由守、大村日出男、小林啓二, 三木修二、岡部正治、根岸達剛
- 記録：伊藤明子、石川和枝、栗原節子、大橋仁子、高橋扶佐緒、君塚みね子、舟津一、堀良子、照井鈴子、渋谷康子、宮本衣子、高津省子、勝原繁子、山内薫、宮瀬淳子、福島勇子、津田のり子、木村雪絵、井上カズエ、高橋久美子、伊藤溶子、滝沢恵美子、安倍伸子、古屋彰子、丹波明子、高坂穂美、新藤郷子、富田幸子、菅正子、小林みどり
- 編集：成島一城、松谷正雄、山口一喜、伊吹勝雄
- 装置：紀和美建→東映美術センター
- 装飾：装美社、チヨダ靴店
- 美粧：サン・メイク
- 衣裳：鷹志衣裳→東京衣裳
- 衣裳協力：ジェントローレル紳士服、水甚、紳士服トランペッター、ハナムラ
- 音楽制作：あんだんて
- 選曲：東映企画プロモーション→石川孝
- ギター演奏：ルナ憲一
- 効果：大泉音映
- 現像：東映化学
- 技斗：三島一夫→高瀬将敏→高瀬将嗣
- プロデューサー補：五十嵐文郎
- 進行：武居勝彦、長橋勇、桐山勝、沼尾和典、穂鷹一興、小原武羅夫、橋本鉄雄、藤田佳紀、大場正弘、土川勉、小迫進、橋本寛、隈部文康、高山篤、加藤茂、神野智、高田正男、高沢吉紀、小沢康彦、奈良場稔、野口賢一、宮本恵司、林三津良、富田政雄、赤坂幸隆、平林俊夫、藤沢克則、塚本幸雄、佐々木亮
- 制作デスク：野田邦夫、野田幸男、須田啓一
- 制作担当：野田邦夫→藤田佳紀
- ナレーター：森山周一郎（第1話 - 第52話）→中江真司（第53話 - ）、五木田武信（予告のみ。第204話 - 第357話）
- 協賛：日本農林ヘリコプター[注釈 15]、朝日航洋（第364・365話）
- カーアクション：マエダオートクラブ（第139話）
- 監督：天野利彦（132本）、辻理（60本）、村山新治（58本）、野田幸男（57本）、宮越澄（52本）、佐藤肇（31本）、藤井邦夫（23本）、松尾昭典（20本）、田中秀夫（16本）、北本弘（12本）　他
- 制作協力：静岡けんみんテレビ （第315話・第343話）、名古屋テレビ（第385話）、三重中部讀賣広告社（第385話）
- 制作：テレビ朝日、東映

## 主題歌・挿入歌
主題歌
「私だけの十字架」
作詞：尾中美千絵 / 作曲：木下忠司 / 編曲：青木望 / 歌：チリアーノ（クロード・チアリ歌唱との文献も存在しているが、これは間違いであり、実際には別人である）
早坂絃子が1970年に発売したシングル「電話」のB面曲「あの人は」。この曲の歌詞を一部変えたもの。
番組のEDにかかる。

挿入歌
「雪虫」
作詞：池田充男 / 作曲：弦哲也 / 編曲：竜崎孝路 / 歌：誠直也
第203話「幼児誘拐・菜の花の匂う女!」などで使われた。増位山太志郎のカバー。
「悪女の子守唄」
作詞：なかにし礼 / 作曲：宇崎竜童 / 歌：朝倉陽子 / 音楽コーディネーター：田村進一朗
第354話 - 第357話「石松愛弘悪女シリーズ」で使われた。
「砂時計」
歌：朝倉陽子
第393話 - 第396話「女性の犯罪体験の手記シリーズ」で使われた。
「右手に枯れたバラ」
作詞：高橋研 / 作曲：岡本朗 / 編曲：チト河内 / 歌：藤岡弘
第406話「スキャンダル・スクープ」などで使われた。

## 設定
特命捜査課は、警視庁本部や所轄が手がけた解決済事件の再調査や通常捜査では手に負えない難事件の解決を目的として、警視庁が創設した独立セクションである。その捜査は多岐に及び、いかなる事件にも介入できる権限を持つ。「他では出来ないことをやる」という課長の神代警視正の信念が捜査活動に大きく反映されたものとなっている。
特命捜査課は霞ヶ関の警視庁本部庁舎内ではなく、民間の総合ビルに入居。屋上にはヘリポート、地下には捜査車両が待機する駐車場がある。また刑事部屋の隣には取調室があり、そこにある洗面台の鏡がマジックミラーとして、刑事部屋から取り調べの様子が見えるようになっている。
番組開始当初の刑事部屋は近未来的な意匠が施されており、出入口付近に数本の柱が設けられ、課長のデスクの後ろにはレーダー型の背景が置かれた（第3話よりレーダーに東京周辺の地図が写るようになる）。第6話には柱が撤去、課長のデスクの背景も大きな東京周辺の地図に変更され、一般的なイメージの刑事部屋に変更されている。大型無線装置（電話や取調室の音を部屋内に流す拡声機能つき）、固定電話、リール型のテープレコーダーと一通りの設備が整っている。部屋内には特命ヘリをはじめ各種ヘリコプターのスチールが貼られている。

### 特命車・特命ヘリ
特命車
前番組である『特別機動捜査隊』に引続き、日産自動車が番組提供および車両提供していた。
劇中の覆面パトカーとして登場していた、セドリック、グロリア、スカイラインの日産車各車種は、4年に一度のサイクルでフルモデルチェンジされる度に新型に代替されており、番組のオープニング映像もその都度変更されていた。
番組のオープニング映像で覆面パトカーが疾走する形式は、前番組の『特別機動捜査隊』の流れを引き継ぎ、セドリック、スカイライン、グロリアの順に疾走する形式であった。1981年にフルモデルチェンジしたR30スカイラインは、劇中でもすぐに登場していたが、オープニングでは先代C210のままとなっていた。1983年の3代目オープニングからは、Y30セドリック・R30スカイライン・Y30セドリックの順に疾走する形式に変更され、1986年の4代目オープニングからは、前年のフルモデルチェンジにより代替導入されたR31スカイラインが先頭となり、後続にセドリック2台の順に疾走する3台体制が続いていたが、後の5代目オープニングからは、追加導入されたY30セドリック4ドアHTが先頭となり、後続にR31スカイライン・Y30セドリック2台の順に疾走する4台体制に改められている。
主演の二谷英明は、劇中の覆面パトカーとして登場していたセドリックの専属CMキャラクターを、1972年（3代目にあたる230後期型。同年8月の4ドアハードトップ追加発売時）から1987年（6代目にあたるY30後期型）まで、4代に渡って約15年間務めていた。その他、フェアレディZ（S130型）なども一時的に登場していた。
特命ヘリ
スタート時において番組の特色として用意されたのが、専用ヘリコプターの存在である。ヘリの使用自体は他の刑事ドラマでもあるが、ここまでメインに扱うケースとしては本作品が唯一無二である。最初期ではほぼ毎回のように登場し、クライマックスでの追跡シーンや事件現場への移動手段などに使われた。だがヘリを必要としない捜査が増えていった点や予算の都合などもあり、次第に出番も減り、最終的には完全に姿を消した。操縦は回によって刑事自ら（主に桜井、紅林。2年目には吉野がヘリを操縦している回もあった。）か、専属のパイロットが担当。当初は特命ビルの屋上から発進できるよう待機していたが、次第にヘリポート待機に変更。ベースは日本農林ヘリコプターのベル47型(47G3B-KH-4)で、2年目にはドア無し仕様のヘリが、終盤ではJA9343型やヒューズ 369(JA9380)型の特命ヘリも登場した。当時のテレビドラマの多くは朝日航洋所有のヘリコプターを使用していたのに対し、東映では2000年ごろまでベル47型ヘリを作品に起用していた。なおレギュラーキャストの中で藤岡のみが自家用飛行機の操縦免許を所持していた。特命ヘリの左右ドアには「警視庁」の表示がされているが、その下に「Ｎ.Ｎ.Ｈ」（日本農林ヘリコプター）の文字が確認できるエピソード（第2話など）もある。多くのエピソードでは隠されている。

## 番組についての逸話
- 本作は、神代警視正役を演じた主演の二谷英明をはじめ、特撮ヒーロー番組出身者（あるいは怪獣映画常連出演者）である俳優が善悪を問わず数多く出演していることから、一部のファンから、「特撮最前線」と便宜上呼称されることもあった。なお、番組終了後の後継枠である『テレビ朝日水曜21時枠刑事ドラマ』でもこの要素が踏襲されている。
- 前番組の『特別機動捜査隊』と同じ東映テレビプロによる作品ではあるが、前番組のスタッフの大半は新たにスタートした『ジグザグブルース』や『快傑ズバット』、『ロボット110番』に回されたため、スタート時は『特別機動捜査隊』と同時期に終了した『非情のライセンス』からの陣営で固められた。
- スタート当初、「特捜最前線」のタイトルは筆書きのロゴタイプであったが、第53話からはゴシック調のタイトルロゴに変わった。ただし、地方局での再放送では、第53話以降でもエンドカードに第52話までの筆書きロゴを使用した例もあった。
- 桜井がヘリを操縦するシーンでは、後に自家用操縦士まで実際に取得した藤岡自身が担当していた。紅林が操縦をしているシーンでは、横光はヘリの免許を有していないために実際には操縦していない（他の特命課のメンバーも同様）。いかにも本人が操縦をしているかのように見せることには苦労したという。また、二谷以外の全員が本物のアマチュア無線技士である。
- 刑事が滅多に拳銃を撃たないことも特徴の一つである[注釈 17]。初期は発砲シーンもそれなりにあり、第57話、第79話、第104話、第154話、第171話など、幾度か大がかりな銃撃戦もあった。5年目以降は第276話や第361話など、発砲シーンが多く登場するにもかかわらず特命課は一発も撃っていないという回や、第335話や第436話など、銃器を所持した犯人に刑事が丸腰で立ち向かうという回も多く見られた。
- 第1話の犯人逮捕シーンにレギュラーメンバーの中で高杉だけがいなかったり、地方ロケにも参加せず、他の刑事より明らかに出番が少ないなど、放送開始当初から西田敏行はかなり多忙であった。プロデューサーが「1クールでもいいから出演してほしい」と頼み込んで出演するに至ったという。
- 桜井のキャラクターがアメリカでの過酷な経験で変わった、と設定されたのは、復帰の際に藤岡が「最近の刑事ドラマの刑事は人情刑事が多い。一人くらい非情に徹する男がいてもいいのではないか」と提案したことによる。
- 放送当時トミー（現：タカラトミー）からボードゲームが発売された。テレビ朝日・東映の正規の公認商品だったが、パッケージは作品とはなんら関係ない外国人の刑事3人のイラストが描かれていた。
- 1985年には、レギュラー出演者が一人ずつレコードをリリースし、最終的にはそのベストアルバムまで出す計画が組まれていた。藤岡弘の歌う挿入歌の「右手に枯れたバラ」はその第1弾シングルであったが、このシングルを出したきり計画自体がフェードアウトした。
- 「特捜」が水曜22時から木曜21時へ枠移動する事によって、旧時間帯の視聴者が離れ結果的に番組の寿命を縮めたと言われている。脚本家の藤井邦夫は、その時期に20本近い脚本を提供しているが、当時を回想し「時間帯が変わったので、少し（内容を）明るくしてというのはあった」と述べている。
- 第488話の放送終了後の1986年12月19日 - 1986年12月24日までの5泊6日の日程で、特捜メンバーと行く「特捜ハワイツアー」が企画された。料金は17万9000円。旅行の企画はテレビ朝日と特捜最前線制作者が行なった。
- 『ファンタスティック・コレクションNo.49 快傑ズバット』（朝日ソノラマ刊）におけるインタビューで[要ページ番号]、長坂は盟友である市川森一を『特捜』に招聘し、彼との（脚本での）対決シリーズを展開したいと抱負を語っているが、実際に市川が『特捜』を手掛けることは無かった。
- 1979年の中期からエンディングテロップの旧存クレジットと新規クレジットで字体が微妙に異なる現象がおきる（目安はそのスタッフの担当表記）。旧存の方は回を追うごとに新規クレジットに差し替えされた（中でも長坂秀佳、塙五郎、天野利彦、野田幸男はサブタイの後に脚本監督表記が付くようになった1984年春に差し替えされた）。また劇中テロップの字体や表記演出も回によって一貫しておらず、「つづく」のテロップに至っては縦書き表記だったり、その当時の他の東映作品の使用分を流用したりといった現象も見られた。また縦スクロール表記だった第68話・第69話・第436話では全て新規に作り直されている。
- 同じ東映で製作された「スケバン刑事II 少女鉄仮面伝説」（フジテレビ系で1985年から1986年に放送）に主演した南野陽子の述懐によれば、「スケバン刑事」と「特捜最前線」は同じ東映東京撮影所でスタジオ撮影が行われていて、それも隣の隣のスタジオのご近所同士だったことから、スタッフや出演者らが裏方で交流していて、夏夕介などはよく「スケバン刑事」のスタジオで出演者らとお茶を飲んでいたとのこと。
- BGM（劇伴）の中には、木下忠司が書いたものではなく、アメリカ映画の音源集を流用しているものがあり、「プラン9・フロム・アウタースペース」（エド・ウッド監督作品）などで確認できる。

### 最終回について
- 「特捜最前線」終了決定当時のテレビ朝日広報部のコメント

「視聴率だけ（が理由）ではありません。3年前から二谷さんから他の仕事にも力を入れて行きたいという申し出があり、その時は『（番組開始から）10年まで頑張りましょう!』と言ってここまで来ました。10年ひと区切りと言いますから、いい潮時と思います。淋しさよりも、役目を終えたという満足感が強いです」
- 主要脚本家の一人でもある藤井邦夫の終了決定当時のコメント

「ナガサカさんはまだイイですよ。オレなんか、何も知らずに書き終えてから､（注、番組終了を）知らされた。だからオレたちの脚本は、シリーズが終るツモリのホンじゃないんだ」(辰巳出版『長坂秀佳
術』ISBN 978-4886419835、240p)
- 最終回における主演・二谷英明の視聴者へのメッセージ

「この10年間に渡って、特捜最前線をご支援いただき、本当に有り難うございました」
- 二谷以下レギュラーメンバーが全員集結した最終回の視聴率は、11.2パーセント（ビデオリサーチ関東地区調べ）だった。
- 横光は「なぜ、特捜最前線は終了したのか」との問いに、「やはり誠ちゃんと大滝さんが抜けたのが大きかった。あんな個性的な人が抜けた後は、なかなか埋められない」「最後はマンネリだったかもしれない。プロデューサーとしても500回というのが一つの目安だった。みじめに視聴率が下がって終わるよりもいいところで終わろうというのがあった」とコメントしている。また、個人的な意見として「特捜が終了した後に、年に1、2回スペシャル版を作る体制を残しておけなかったことが残念だと思う」とも語っている。
- 最終回のエンディングで、警視庁刑事部から独立した警視庁特命捜査部が新設され、特命捜査課のメンバーが発令された異動先は以下のように設定されている。
  - 特命捜査部長……神代
  - 特命捜査部特命捜査第一課……橘（課長）、時田、紅林
  - 特命捜査部特命捜査第二課……桜井（課長）、叶、犬養、杉
- 番組終了後に二谷英明、本郷功次郎、横光克彦が出演した企業向けビデオ『ビジネス最前線』が発表された。このビデオには内田稔など特捜常連の演劇集団 円のメンバーが多数出演していた。
- 1981年ごろに「特捜最前線」を放送していた直前に放送されていた「欽ちゃんのどこまでやるの」に、当時の特捜最前線のレギュラー出演者が揃って萩本家のお茶の間にゲスト出演している。

## 放送リスト
詳細は下記のページを参照のこと。
- 特捜最前線のエピソード一覧 (第1話 - 第104話)
  - 最初、第1話の脚本は長坂秀佳・作によるものが予定されていた。しかしその台本を読んだパイロット監督の永野靖忠が「登場する刑事がみんな同じような台詞で、まるで『刑事くん』みたいだ」と難癖を付けたことを耳にして長坂は憤慨し、長坂は番組を降りることも考えたという。その台本は一度お蔵入りになりかけたものの「この台本は必ず使う」と言ったスタッフからの説得によって長坂も了承し、この作品は第7話『愛の刑事魂』として採用された[19]。
- 特捜最前線のエピソード一覧 (第105話 - 第216話)
  - 第123話「豪華フェリージャック・恐怖の20時間!」は当初、桜井主役の回だったが、桜井役の藤岡弘が撮影中に捻挫し撮影不可能になってしまったため、主役は紅林刑事に変更した。
  - 第215話「シャムスンと呼ばれた女!」では、内館牧子が岸牧子のペンネームで原案に初参加（「ドラマ」第1回プロット募集入選作品）。そのほか、第248話「殺人クイズ招待状!」でも原案に参加している。
- 特捜最前線のエピソード一覧 (第217話 - 第328話)
  - 第277話「橘警部逃亡!」（原案：谷口義正、脚本：長坂秀佳）は、5周年記念としてプロットが一般公募され、応募総数3000通の中から谷口の作品が選ばれて、再編の上放送された。
- 特捜最前線のエピソード一覧 (第329話 - 第435話)
  - 第418話「少年はなぜ母を殺したか!」は全編法廷の中だけ（しかもそれまでの過程は画面では描写されず、法廷での攻防のみのシーンだけで進行する）という異色作だった。監督・辻理によれば、この作品ではリアリティーにこだわり、裁判所への見学やリサーチを行って撮影したという。また役者には「台本を持たないでセットに入ってほしい」と依頼したり、助監督に実際の裁判資料とそっくりな物を作らせた（セリフを書いたわけではない）という。作品の視聴率は16.4パーセントだった（ビデオリサーチ関東地区調べ）。
  - 第435話をもって誠直也が降板したが、これは一部スタッフとの折り合いや役に関して思うところがあったことが理由と言われている。第435話（「特命課・吉野刑事の殉職!」）の脚本に竹山洋、監督に三ツ村鐵治を指名したのは、誠本人である。脚本家の長坂はDVD-BOXボーナスディスク収録のインタビューにおいて、ドラマ終了から数年後、自身の江戸川乱歩賞受賞記念パーティーの席で誠と再会した際、撮影当時に誠が吉野の人物設定に関して少なからず不満を持っていたということを知り、その件も含め酒の席でお互い朝まで語り合った末、和解したことを告白している。また、誠自身もファミリー劇場の取材で長坂と人物設定を巡り一時確執があったことと、降板を自ら申し出た事実を明らかにしている。
- 特捜最前線のエピソード一覧 (第436話 - 第509話)
  - 第436話以降は『ニュースステーション』の開始に伴い、水曜22時枠から木曜21時枠への時間変更をした。その第1弾は、「疑惑のXデー・爆破予告1010!」で、当番組初の期首特番の2時間ドラマ（1985年10月10日木曜20時 - 21時48分まで放送）として放送されたが、再放送では、前編と後編に分けて放送された（2話連続放送を行っているファミリー劇場では前後編に分かれたものを繋げて放送した）。本放送時は、オープニングが始まる前に、1分30秒ほどのダイジェストが流れた。スペシャルが終了して次回予告の直前に、主演の二谷英明とレギュラーメンバーが集結して新メンバーが加わったことと時間枠が変更をしたことを視聴者にアピールした。また、本放送時には前半と後半に一回ずつ「特捜最前線は、10月17日より木曜夜9時放送になります。ますます面白い“特捜最前線”どうぞご期待下さい!」と画面上にテロップが流された。新メンバーには、三ツ木清隆と渡辺篤史が特命課の刑事役で加入し、豪華ゲストとして二谷夫人の白川由美をはじめ、大場久美子、浅茅陽子、高城淳一、渥美国泰らが出演。この時の視聴率は、12.4パーセント（ビデオリサーチ関東地区調べ）。
  - 第460話と第461話は9周年記念犯人当て懸賞付きドラマとして放送された。懸賞品は「正解者の中から抽選で日産サニー1300DX（B12型・通称トラッドサニー）を1名様に、3組6名様にハワイ旅行ペアご招待」というものだった（応募総数26214通のうち、正解者は713通）。この企画の記者会見で、長門裕之は「殉職するんなら出るんじゃなかった!」。また、脚本の長坂は「時間枠が変わって、視聴率も以前よりも下がって『何か手がないか?』って、高橋Pから相談され、『それじゃあ蒲生警視を殺していいか?』って言った。インパクトがないと視聴者にとって大事件じゃないからね。“犯人当て懸賞ドラマ”は?、というアイデアは五十嵐文郎Pが考えた。俺には、最後のダイイング・メッセージのアイデアがあったのでOKした」というコメントを残している。視聴率は第459話が9.4パーセント、第460話が10.9パーセントだった（ビデオリサーチ関東地区調べ）。
  - 500回記念当時の脚本・長坂秀佳のコメント「タイトルは高橋Pがつけた。いいタイトルだったね。最終回の3本もそうなんだ。ただ、もう少しスマートにしたかったかな、『父の十字架』とか。でもこういうタイトルのそろえ方は好きなんだよ」。視聴率（ビデオリサーチ関東地区調べ）は、前編「退職刑事船村・鬼」13.3パーセント。後編「退職刑事船村II・仏」11.6パーセントだった。

### ナレーション・次回予告
ナレーション
オープニングの刑事紹介映像と共に聞こえてくるナレーションがこのドラマの特徴の一つである。第1話から第52話は森山周一郎が、それ以後は中江真司が担当した。森山は本編ナレータは一度も担当することはなく、中江は主に後編冒頭におけるあらすじの説明を担当していたが、まれにそれ以外の回を担当することもあった。中江は最終回で神代の上司である査問委員の役を演じている。
次回予告
最初期は「次回予告」のテロップで始まり、オープニングナレーションの森山周一郎が担当していた。4クール目からは冒頭にブルーバックで「特捜最前線 次回予告」のテロップによるタイトルが付いていた。
森山は自身がゲスト出演した53話の予告まで担当（他は第234話に出演）、以後本編の全面的リニューアルに合わせて中江に交代。第54話以降の予告は時間が若干伸び、番宣にも使い回されるようになった。ただし番組内での使用分と番宣ではラストにサブタイトルが表示されたりとしなかったりなど幾つかの相違点が存在する。
1981年春からは劇中の現場に現れた五木田武信がマイク片手に、あらすじを説明していくという演出に変更され、回をおうごとに冒頭と終わりにバンクフィルムによる特命課のセットに五木田が現れるシーンを挿入、それ以外はナレーションで済ませるという構図になったものの、この演出は3年で終了。以降は1981年以前の予告パターンに戻った。
最終回は二谷らレギュラー総出演で「この10年間、特捜最前線をご支援いただき、ありがとうございました」と挨拶した。

### 視聴率
視聴率上位20作品。いずれもビデオリサーチ調べ、関東地区・世帯。
- 最高視聴率27.4パーセントを記録した時のテレビ朝日・高橋正樹プロデューサー（当時）の談話
  - 「脚本を大事にして、なるべくオーソドックスに描いてきたことが結果的に良かったかも」
  - 「（視聴率30パーセントの大台という期待については）上がれば上がったでコワイのが実感。あまり視聴率を意識せず、これまでどおりオーソドックスに地味にやっていきます」

| 順位   | 視聴率 | サブタイトル                                   | 放送日         |
| ------ | ------ | ---------------------------------------------- | -------------- |
| 第1位  | 27.4 % | 第347話「暗闇へのテレフォンコール!」           | 1984年1月18日  |
| 第2位  | 25.5 % | 第343話「汚職官僚の妻!」                       | 1983年12月21日 |
| 第3位  | 24.3 % | 第374話「真夜中の殺人エレベーター!」           | 1984年7月25日  |
| 第4位  | 24.1 % | 第352話「レイプ・赤い靴の女!」                 | 1984年2月22日  |
| 第5位  | 24.0 % | 第344話「幻の父、幻の子!」                     | 1983年12月28日 |
| 第6位  | 23.5 % | 第51話「凶弾II・面影に手錠が光る!」            | 1978年3月22日  |
| 第7位  | 23.4 % | 第350話「殺人トリックの女!」                   | 1984年2月8日   |
| 第8位  | 22.9 % | 第46話「判決・私を売った女!」                  | 1978年2月15日  |
| 第8位  | 22.9 % | 第346話「新春II・窓際警視の大逆転!」           | 1984年1月11日  |
| 第8位  | 22.9 % | 第357話「OL・疑惑の完全犯罪!」                 | 1984年3月28日  |
| 第11話 | 22.7 % | 第365話「沖縄ラブストーリー!」                 | 1984年5月23日  |
| 第11話 | 22.7 % | 第393話「オレンジ色の傘の女!」                 | 1984年12月5日  |
| 第13位 | 22.6 % | 第340話「老刑事96時間の追跡!」                 | 1983年11月30日 |
| 第13位 | 22.6 % | 第369話「兜町・コンピューターよ、演歌を歌え!」 | 1984年6月20日  |
| 第15位 | 22.4 % | 第403話「死体番号6001のミステリー!」           | 1985年2月20日  |
| 第16位 | 22.3 % | 第378話「レイプ・妻に捧げる完全犯罪!」         | 1984年8月22日  |
| 第17位 | 22.2 % | 第391話「遺留品ナンバー4号の謎!」              | 1984年11月21日 |
| 第18位 | 22.0 % | 第341話「殺人マラソンコース!」                 | 1983年12月7日  |
| 第18位 | 22.0 % | 第361話「疑惑・警察犬イカロスの誘拐!」         | 1984年4月25日  |
| 第20位 | 21.9 % | 第50話「兇弾・神代夏子死す!」                  | 1978年3月15日  |

## ソフト化作品
BEST SELECTION BOX Vol.1
2006年11月21日発売。
| 話  | サブタイトル                    | 脚本                        | 監督     | 人気投票順位 |
| --- | ------------------------------- | --------------------------- | -------- | ------------ |
| 1   | 愛の十字架                      | 宗方寿郎                    | 永野靖忠 | 2位          |
| 13  | 愛・弾丸・哀                    | 館野彰、佐藤肇              | 佐藤肇   | 29位         |
| 94  | 恐怖のテレホン・セックス魔!     | 長坂秀佳                    | 天野利彦 | 25位         |
| 105 | さようなら、高杉刑事!           | 長坂秀佳                    | 天野利彦 | 39位         |
| 114 | サラ金ジャック・射殺犯桜井刑事! | 長坂秀佳                    | 天野利彦 | 32位         |
| 133 | 六法全書を抱えた狼!             | 長坂秀佳                    | 野田幸男 | 14位         |
| 146 | 殉職 I ・津上刑事よ永遠に!      | 長坂秀佳                    | 天野利彦 | 1位          |
| 147 | 殉職 II ・帰らざる笑顔!         | 長坂秀佳                    | 天野利彦 | 4位          |
| 172 | 乙種蹄状指紋の謎!               | 長坂秀佳                    | 天野利彦 | 13位         |
| 277 | 橘警部逃亡!                     | 長坂秀佳 （原案：谷口義正） | 野田幸男 | 43位         |
| 317 | 掌紋300202!                     | 長坂秀佳                    | 田中秀夫 | 15位         |
| 333 | 一円玉の詩!                     | 大川タケシ                  | 山口和彦 | 37位         |
| 359 | 哀・弾丸・愛 7人の刑事たち      | 塙五郎                      | 辻理     | 30位         |
| 360 | 哀・弾丸・愛 II 7人の刑事たち   | 塙五郎                      | 辻理     | 25位         |
| 459 | 挑戦・この七人の中に犯人は居る! | 長坂秀佳                    | 天野利彦 | 46位         |
| 460 | 挑戦II ・窓際警視に捧げる挽歌!  | 長坂秀佳                    | 天野利彦 | 48位         |

BEST SELECTION BOX Vol.2
2007年3月21日発売。
| 話  | サブタイトル                       | 脚本                    | 監督     | 人気投票順位 |
| --- | ---------------------------------- | ----------------------- | -------- | ------------ |
| 50  | 兇弾・神代夏子死す!                | 長坂秀佳                | 佐藤肇   | 8位          |
| 51  | 凶弾 II ・面影に手錠が光る!        | 長坂秀佳                | 佐藤肇   | 9位          |
| 62  | ラジコン爆弾を背負った刑事!        | 長坂秀佳                | 天野利彦 | 43位         |
| 80  | 新宿ナイト・イン・フィーバー       | 長坂秀佳                | 佐藤肇   | 32位         |
| 118 | 子供の消えた十字路                 | 長坂秀佳                | 天野利彦 | 7位          |
| 127 | 裸の街 I ・首のない男!             | 塙五郎                  | 天野利彦 | 30位         |
| 128 | 裸の街 II ・最後の刑事!            | 塙五郎                  | 天野利彦 | 16位         |
| 131 | 6000万の美談を狩れ!                | 長坂秀佳                | 宮越澄   | 42位         |
| 160 | 復讐 I ・悪魔がくれたバリコン爆弾! | 長坂秀佳                | 天野利彦 | 36位         |
| 161 | 復讐 II ・5億円が舞い散るとき!     | 長坂秀佳                | 天野利彦 | 49位         |
| 163 | ああ三河島・幻の鯉のぼり!          | 大原清秀                | 佐藤肇   | 47位         |
| 215 | シャムスンと呼ばれた女!            | 橋本綾 （原案：岸牧子） | 辻理     | 19位         |
| 351 | 津上刑事の遺言!                    | 長坂秀佳                | 天野利彦 | 4位          |
| 430 | 昭和60年夏・老刑事船村一平退職!    | 塙五郎                  | 天野利彦 | 10位         |
| SP  | 疑惑のXデー・爆破予告1010!         | 長坂秀佳                | 野田幸男 | 18位         |

BEST SELECTION BOX Vol.3
2007年7月21日発売。
| 話  | サブタイトル                  | 脚本     | 監督       | 人気投票順位 |
| --- | ----------------------------- | -------- | ---------- | ------------ |
| 29  | プルトニウム爆弾が消えた街    | 長坂秀佳 | 佐藤肇     | 17位         |
| 30  | 核爆発80秒前のロザリオ        | 長坂秀佳 | 佐藤肇     | 22位         |
| 54  | ナーンチャッテおじさんがいた! | 長坂秀佳 | 天野利彦   | 24位         |
| 85  | 死刑執行0秒前!                | 長坂秀佳 | 天野利彦   | 19位         |
| 103 | 帰ってきたスキャンダル刑事!I  | 塙五郎   | 野田幸男   | 34位         |
| 104 | 帰ってきたスキャンダル刑事!II | 塙五郎   | 野田幸男   | 41位         |
| 107 | 射殺魔・1000万の笑顔を砕け!   | 大原清秀 | 佐藤肇     | 40位         |
| 136 | 誘拐1・貯水槽の恐怖!          | 長坂秀佳 | 天野利彦   | 21位         |
| 137 | 誘拐 II ・果てしなき追跡!     | 長坂秀佳 | 天野利彦   | 23位         |
| 170 | ビーフシチューを売る刑事!     | 塙五郎   | 天野利彦   | 28位         |
| 435 | 特命課・吉野刑事の殉職!       | 竹山洋   | 三ツ村鐵治 | 6位          |
| 499 | 退職刑事船村・鬼              | 長坂秀佳 | 天野利彦   | 34位         |
| 500 | 退職刑事船村II ・仏           | 長坂秀佳 | 天野利彦   | 25位         |
| 506 | 橘警部・父と子の十字架        | 長坂秀佳 | 宮越澄     | 12位         |
| 507 | 桜井警部補・哀愁の十字架      | 長坂秀佳 | 田中秀夫   | 11位         |
| 508 | 神代警視正・愛と希望の十字架  | 長坂秀佳 | 宮越澄     | 3位          |

BEST SELECTION BOX Vol.4
2007年11月21日発売。
| 話  | サブタイトル                  | 脚本     | 監督     | 人気投票順位 | 推薦者            |
| --- | ----------------------------- | -------- | -------- | ------------ | ----------------- |
| 68  | 誘拐・東京-函館縦断捜査!      | 塙五郎   | 佐藤肇   | -            | 荒木しげる        |
| 69  | 誘拐 II ・パニックイン・函館! | 塙五郎   | 佐藤肇   | 83位         | 荒木しげる        |
| 108 | 午前0時に降った死体!          | 長坂秀佳 | 村山新治 | -            | 櫻木健一          |
| 129 | 非情の街・ピエロと呼ばれた男! | 長坂秀佳 | 天野利彦 | 55位         | 横光克彦          |
| 148 | 警視庁番外刑事!               | 長坂秀佳 | 青木弘司 | 53位         | 夏夕介            |
| 152 | 手配107・凧をあげる女!        | 塙五郎   | 天野利彦 | 50位         | 塙五郎 深沢道尚   |
| 169 | 地下鉄・連続殺人事件!         | 長坂秀佳 | 宮越澄   | 63位         | 櫻木健一          |
| 200 | ローマ→パリ縦断捜査!          | 長坂秀佳 | 天野利彦 | -            | 誠直也            |
| 201 | ローマ→パリ縦断捜査II!        | 長坂秀佳 | 天野利彦 | -            | 誠直也            |
| 211 | 自供・檻の中の野獣!           | 塙五郎   | 辻理     | 58位         | 塙五郎            |
| 212 | 地図を描く女!                 | 阿井文瓶 | 野田幸男 | 84位         | 横光克彦 深沢道尚 |
| 255 | 張り込み 顔を消した女!        | 藤井邦夫 | 天野利彦 | -            | 藤井邦夫          |
| 260 | 逮捕志願!                     | 長坂秀佳 | 藤井邦夫 | 70位         | 長坂秀佳          |
| 380 | 老刑事・対決の72時間!         | 塙五郎   | 天野利彦 | -            | 天野利彦          |
| 399 | 少女・ある愛を探す旅!         | 長坂秀佳 | 天野利彦 | 37位         | 天野利彦          |
| 418 | 少年はなぜ母を殺したか!       | 長坂秀佳 | 辻理     | 60位         | 長坂秀佳          |

BEST SELECTION BOX Vol.5
2008年4月21日発売。
| 話  | サブタイトル                      | 脚本     | 監督       | 人気投票順位 | 主役              |
| --- | --------------------------------- | -------- | ---------- | ------------ | ----------------- |
| 2   | 故郷へ愛をこめて                  | 今村文人 | 村山新治   | 99位         | 特命課            |
| 53  | 背番号のない刑事!                 | 塙五郎   | 村山新治   | 55位         | 橘剛              |
| 63  | 痴漢・女子大生被害レポート!       | 八幡史郎 | 村山新治   | -            | 高杉陽三          |
| 90  | ジングルベルと銃声の街!           | 長坂秀佳 | 佐藤肇     | -            | 津上明            |
| 91  | 交番ジャック・4人だけの忘年会!    | 大野武雄 | 村山三男   | -            | 吉野竜次          |
| 124 | 顔切り魔・墓場からきた女!         | 藤井邦夫 | 長谷部安春 | 88位         | 高杉幹子          |
| 143 | 殺人伝言板・それぞれのクリスマス! | 塙五郎   | 田中秀夫   | 84位         | 滝二郎            |
| 210 | 特命ヘリ102 応答せず!             | 長坂秀佳 | 村山新治   | 60位         | 紅林甚一          |
| 230 | ストリップスキャンダル!           | 長坂秀佳 | 野田幸男   | 45位         | 船村一平          |
| 264 | 白い手袋をした通り魔!             | 長坂秀佳 | 天野利彦   | 70位         | 叶旬一            |
| 318 | 不発弾の身代金!                   | 長坂秀佳 | 藤井邦夫   | 95位         | 桜井哲夫          |
| 320 | 特命ヘリ緊急発進!                 | 長坂秀佳 | 辻理       | 99位         | 特命課            |
| 345 | 新春 窓際警視の子守歌!            | 長坂秀佳 | 天野利彦   | 64位         | 蒲生大介          |
| 346 | 新春 II 窓際警視の大逆転!         | 長坂秀佳 | 天野利彦   | 68位         | 蒲生大介          |
| 397 | 銃弾・神代課長撃たれる!           | 長坂秀佳 | 辻理       | 84位         | 神代恭介          |
| 490 | 青い殺意・優しい放火魔!           | 宮下隼一 | 天野利彦   | -            | 叶旬一 犬養清志郎 |

BEST SELECTION BOX Vol.6
2008年10月21日発売。
| 話  | サブタイトル                        | 脚本     | 監督     | 人気投票順位 | 主役              |
| --- | ----------------------------------- | -------- | -------- | ------------ | ----------------- |
| 7   | 愛の刑事魂                          | 長坂秀佳 | 村山三男 | 76位         | 特命課            |
| 17  | 爆破60分前の女                      | 長坂秀佳 | 佐藤肇   | 64位         | 神代恭介 桜井哲夫 |
| 52  | 羽田発・犯罪専用便329!              | 井口真吾 | 須川栄三 | 88位         | 桜井哲夫 紅林甚一 |
| 59  | 制服のテロリスト達!                 | 大野武雄 | 天野利彦 | 73位         | 津上明            |
| 74  | 死体番号044の男!                    | 長坂秀佳 | 佐藤肇   | 73位         | 橘剛              |
| 86  | 死んだ男の赤トンボ!                 | 長坂秀佳 | 佐藤肇   | 68位         | 紅林甚一          |
| 100 | レイプ・十七歳の記録!               | 大野武雄 | 野田幸男 | 80位         | 吉野竜次          |
| 110 | 列車大爆破0秒前!                    | 長坂秀佳 | 天野利彦 | 51位         | 滝二郎 特命課     |
| 155 | 完全犯罪・350ヤードの凶弾!          | 長坂秀佳 | 天野利彦 | 60位         | 橘剛              |
| 174 | 高層ビルに出る幽霊!                 | 長坂秀佳 | 村山新治 | 58位         | 高杉幹子          |
| 186 | 東京，殺人ゲーム地図!               | 長坂秀佳 | 田中秀夫 | 52位         | 叶旬一            |
| 193 | 老刑事 鈴を追う!                    | 横山保朗 | 天野利彦 | 54位         | 船村一平          |
| 194 | 判事，ラブホテル密会事件!           | 長坂秀佳 | 天野利彦 | 64位         | 桜井哲夫          |
| 234 | リンチ経営塾・消えた父親たち!       | 長坂秀佳 | 辻理     | 57位         | 橘剛              |
| 334 | 東京犯罪ガイド!                     | 塙五郎   | 辻理     | -            | 吉野竜次          |
| 455 | 絆・ミッドナイトコールに殺しの匂い! | 藤井邦夫 | 宮越澄   | -            | 犬養清志郎        |

BEST SELECTION BOX Vol.7
2009年4月21日発売。
| 話数 | サブタイトル                    | 脚本                      | 監督     | 人気投票順位 | 主役              |
| ---- | ------------------------------- | ------------------------- | -------- | ------------ | ----------------- |
| 32   | 殉職・涙と怒りの花一輪          | 井口真吾                  | 野田幸男 | 87位         | 船村一平          |
| 88   | 私だけの三億円犯人!             | 塙五郎                    | 天野利彦 | 87位         | 橘剛              |
| 115  | チリアーノを歌う悪女!           | 塙五郎                    | 天野利彦 | 87位         | 桜井哲夫 橘剛     |
| 138  | 警視庁窓際族!                   | 塙五郎                    | 村山新治 | -            | 蒲生大介 吉野竜次 |
| 141  | 脱走爆弾犯を見た女!             | 長坂秀佳                  | 宮越澄   | 76位         | 紅林甚一          |
| 177  | 天才犯罪者・未決囚1004号!       | 長坂秀佳                  | 青木弘司 | 73位         | 橘剛              |
| 188  | プラットホーム転落死事件!       | 長坂秀佳                  | 村山新治 | 80位         | 紅林甚一          |
| 195  | 殺人メロディーを聴く犬!         | 長坂秀佳                  | 野田幸男 | 94位         | 叶旬一            |
| 208  | フォーク連続殺人の謎!           | 長坂秀佳                  | 野田幸男 | 65位         | 橘剛              |
| 209  | 三千万を拾った刑事!             | 横山保朗                  | 天野利彦 | 94位         | 叶旬一            |
| 216  | レスポンスタイム3分58秒!        | 横山保朗                  | 村山新治 | 83位         | 紅林甚一          |
| 223  | ピラニアを飼う女たち!           | 横山保朗                  | 村山新治 | 87位         | 叶旬一            |
| 239  | 神代警視正の犯罪!               | 塙五郎                    | 天野利彦 | 76位         | 神代恭介          |
| 248  | 殺人クイズ招待状!               | 長坂秀佳 （原案：岸牧子） | 藤井邦夫 | 57位         | 紅林甚一          |
| 315  | 面影列車!                       | 阿井文瓶                  | 藤井邦夫 | 81位         | 紅林甚一          |
| 437  | 逆転推理・秋の花火のメッセージ! | 佐藤五月                  | 辻理     | -            | 時田伝吉          |

BEST SELECTION BOX Vol.8
2009年9月21日発売。
| 話  | サブタイトル                        | 脚本     | 監督     | 第2回人気投票順位 |
| --- | ----------------------------------- | -------- | -------- | ----------------- |
| 70  | スパイ衛星が落ちた海!               | 長坂秀佳 | 村山新治 | 2位               |
| 77  | 挑戦I・おじさんは刑事だった!        | 石松愛弘 | 村山新治 | 4位               |
| 78  | 挑戦II・僕はおじさんを許さない!     | 石松愛弘 | 村山新治 | 6位               |
| 79  | 挑戦III・十三歳の旅立ち!            | 石松愛弘 | 村山新治 | 4位               |
| 123 | 豪華フェリージャック・恐怖の20時間! | 長坂秀佳 | 野田幸男 | 2位               |
| 167 | マニキュアをした銀行ギャング!       | 長坂秀佳 | 田中秀夫 | -                 |
| 179 | 面影                                | 石松愛弘 | 佐藤肇   | 10位              |
| 184 | 慕情                                | 石松愛弘 | 佐藤肇   | -                 |
| 205 | 雪国から来た逃亡者!                 | 長坂秀佳 | 宮越澄   | -                 |
| 226 | 太鼓を打つ刑事!                     | 塙五郎   | 辻理     | -                 |
| 256 | 虫になった刑事!                     | 長坂秀佳 | 藤井邦夫 | 1位               |
| 257 | 母………                               | 阿井文瓶 | 辻理     | 9位               |
| 275 | 望郷 凶悪のブルーハワイ!            | 塙五郎   | 天野利彦 | 7位               |
| 276 | 望郷II 帰らざるワイキキビーチ!      | 塙五郎   | 天野利彦 | 8位               |
| 323 | 二人の夫を持つ女!                   | 塙五郎   | 藤井邦夫 | -                 |
| 340 | 老刑事・96時間の追跡!               | 大野武雄 | 野田幸男 | -                 |

BEST SELECTION BOX Vol.9
2010年3月21日発売。
| 話  | サブタイトル                      | 脚本                      | 監督     | 第2回人気投票順位 |
| --- | --------------------------------- | ------------------------- | -------- | ----------------- |
| 20  | 刑事を愛した女                    | 塙五郎                    | 村山新治 | 18位              |
| 36  | 傷痕・夜明けに叫ぶ男              | 長坂秀佳                  | 松尾昭典 | 13位              |
| 84  | 記憶のない毒殺魔!                 | 塙五郎                    | 天野利彦 | 23位              |
| 97  | 追跡I・白銀に消えた五億円!        | 長坂秀佳                  | 天野利彦 | 23位              |
| 98  | 追跡II・愛と死の大雪原!           | 長坂秀佳                  | 天野利彦 | 30位              |
| 106 | 完全犯罪・ナイフの少女!           | 長坂秀佳                  | 天野利彦 | 15位              |
| 162 | 窓際警視の靴が泣く!               | 永井龍一                  | 村山新治 | 30位              |
| 164 | 再会・容疑者は刑事の妹!           | 阿井文瓶                  | 青木弘司 | 16位              |
| 180 | ダイナマイトパニック・殺人海域!   | 長坂秀佳                  | 天野利彦 | 26位              |
| 181 | ダイナマイトパニックII・望郷群島! | 長坂秀佳                  | 天野利彦 | 44位              |
| 214 | バラの花殺人事件!                 | 長坂秀佳                  | 天野利彦 | 26位              |
| 228 | 通り魔・あの日に帰りたい!         | 宮下隼一                  | 天野利彦 | 26位              |
| 236 | 深夜便の女!                       | 佐藤五月                  | 天野利彦 | 16位              |
| 287 | リミット1.5秒!                    | 長坂秀佳 （原案：葛西裕） | 天野利彦 | 11位              |
| 311 | パパの名は吉野竜次!               | 竹山洋                    | 藤井邦夫 | 19位              |
| 350 | 殺人トリックの女!                 | 長坂秀佳                  | 山口和彦 | 13位              |
| 400 | 父と子のエレジー!                 | 長坂秀佳                  | 天野利彦 | 30位              |
| 419 | 女医が挑んだ殺人ミステリー!       | 長坂秀佳                  | 松尾昭典 | 39位              |
| 421 | 人妻を愛した刑事!                 | 長坂秀佳                  | 辻理     | 44位              |
| 491 | 天使を乗せた紙ヒコーキ!           | 藤井邦夫                  | 天野利彦 | 19位              |

BEST SELECTION BOX Vol.10
2010年8月6日発売。叶刑事役の夏夕介が2010年1月に死去したことに伴い緊急発売が決定した。
| 話  | サブタイトル                    | 脚本                                      | 監督     | 第2回人気投票順位 |
| --- | ------------------------------- | ----------------------------------------- | -------- | ----------------- |
| 40  | 初指令・北北東へ急行せよ!       | 須崎勝弥                                  | 村山新治 | 30位              |
| 42  | Gメン・波止場に消ゆ!            | 井口信吾                                  | 天野利彦 | 35位              |
| 48  | 惜別・指のない焼死体!           | 塙五郎                                    | 村山新治 | 30位              |
| 153 | 上野発”幻„駅行!                 | 長坂秀佳                                  | 青木弘司 | 35位              |
| 175 | ナイター殺人事件!               | 池田雄一                                  | 田中秀夫 | 23位              |
| 202 | 包帯をした銀行ギャング!         | 長坂秀佳                                  | 野田幸男 | 44位              |
| 227 | 警視庁を煙にまく男!             | 長坂秀佳                                  | 田中秀夫 | 35位              |
| 232 | 脱走・水を飲む野獣!             | 横山保朗                                  | 天野利彦 | 44位              |
| 240 | サンタクロース殺人事件!         | 塙五郎                                    | 村山新治 | 35位              |
| 250 | 老刑事，赤い風船を追う!         | 宮下隼一                                  | 天野利彦 | 44位              |
| 274 | 恐怖の診察台!                   | 藤井邦夫                                  | 藤井邦夫 | 39位              |
| 279 | 誘拐 ホームビデオ挑戦状!        | 長坂秀佳 （原案：小久保英治、小久保昌治） | 辻理     | 39位              |
| 298 | カナリヤを飼う悪徳刑事!         | 大野武雄                                  | 辻理     | 44位              |
| 309 | 撃つ女!                         | 佐藤五月                                  | 田中秀夫 | 12位              |
| 313 | 父と子のブルートレイン!         | 塙五郎                                    | 宮越澄   | 26位              |
| 361 | 疑惑 警察犬イカロスの誘拐!      | 長坂秀佳                                  | 天野利彦 | 39位              |
| 362 | 疑惑II 女捜査官の追跡!          | 長坂秀佳                                  | 天野利彦 | 50位              |
| 403 | 死体番号6001のミステリー!       | 塙五郎                                    | 天野利彦 | 39位              |
| 420 | 女未決囚408号の告白!            | 長坂秀佳                                  | 天野利彦 | 19位              |
| 440 | 結婚したい女・ハイミスOLの報復! | 佐藤五月                                  | 北本弘   | 19位              |

欠番
第355話「トルコ嬢のしあわせ芝居!」がDVD-BOX特典の予告編集でカットされている。
特捜最前線DVDコレクション
2025年1月4日創刊。デアゴスティーニ・ジャパン。
上記BEST SELECTION BOXに収録されなかったエピソードをDVDソフトとしては初収録したものを含め、全509話（スペシャルを含む）を完全収録したもの。隔週刊・1号につきDVD3話（146号のみ2時間スペシャルを収録したため2話）収録、合計170号を予定。これに作品の解説などを記載した雑誌がセットになっている。HDリマスター。

## 特捜最前線2012 爆破0.01秒前の女
東映チャンネルとファミリー劇場（いずれもCS放送局）による「ドラマクロスプロジェクト」の下で、製作された初のリメイク版。2012年10月1日に東映チャンネルで初放送。同年12月には同チャンネルで、当作品と『プレイガール2012』のストーリーをつなぐスペシャルドラマ『特捜最前線×プレイガール2012』が放送された。当作品はレギュラー版最終話で特命捜査課が特命捜査部に格上げされその下に特命一課と特命二課に設置された設定を踏襲しており、その中の特命一課が舞台になっている。

### 『特捜最前線2012』キャスト
- 警視庁特命捜査部特命捜査一課
  - 友鷹 耀介（巡査部長） - 平岡祐太
  - 氷川 隼人（警部・特命一課チーフ） - 神尾佑
  - 草薙 剣（巡査部長） - RIKIYA
  - 袋井 十郎太（警部補） - 佐戸井けん太
  - 鴻神 大全（警視・特命一課長） - 渡辺いっけい
- その他
  - 朝比奈 飛鳥 - 浅見れいな
  - 香川 マリア - 近野成美
  - 高柳 清元 - 長谷川朝晴
  - 法岳 治武 - 大河内浩
  - 山中崇史
  - 松浦佐知子
  - 茅島成美
  - 天満 龍之介 - 弓削智久

### 『特捜最前線2012』スタッフ
- 制作：福原英行、植村徹、古玉國彦
- 企画：日達長夫、小坂恵一、金子建
- エグゼグティブプロデューサー：加藤和夫、福島正浩、山本健太郎
- プロデューサー：和佐野健一
- 脚本：長坂秀佳
- 音楽：安川午朗
- 撮影：瀬川龍
- ナレーション：掛川裕彦
- 監督：田﨑竜太
- 制作：東映
- 製作：「特捜最前線×プレイガール」製作委員会（東映チャンネル、東映ビデオ、東北新社）

## 特捜最前線2013〜7頭の警察犬
『特捜最前線2013〜7頭の警察犬』（とくそうさいぜんせん2013〜7とうのけいさつけん）は、2013年9月29日の21:00 - 23:10（JST）に、テレビ朝日系列『日曜エンターテインメント』枠にて放送。シリーズ終了後、地上波でこの作品の新作が放送されるのは初めて。主演は上川隆也。東映京都撮影所が制作しているため、『科捜研の女』などと同様、京都が舞台となっている。
主な出演者のうち、小林稔侍、片桐竜次は過去のテレビシリーズにたびたび出演している。

### 『特捜最前線2013』キャスト
- 警視庁特捜課
  - 椚谷 評介（くぬぎや ひょうすけ）巡査部長 - 上川隆也
  - 松城 実朗（まつじょう じつろう）警部 - 石黒賢
  - 紅竹 咲馬（くれたけ さくま）巡査部長 - 平岳大
  - 鷹柳 岳志（たかやなぎ たけし）巡査部長 - 平山祐介
  - 栗風 流（くりかぜ りゅう）巡査部長 - 渡部豪太
  - 杜氏 梅吉（とうじ うめきち）警部補 - 笹野高史
  - 榊田 聡一郎（さかきだ そういちろう）警視 - 小林稔侍
  - ブルカーン（椚谷の相棒・警察犬）[26]
- 警視庁麻薬対策班
  - 伊沢 竜司（いざわ りゅうじ） - 平山浩行
  - 長谷川 伸彦（はせがわ のぶひこ） - 中山一也
  - 山岡 進二 - 載寧龍二
  - 乾部 兵庫（かんべ ひょうご） - 小日向文世
- 犬塚警察犬訓練所
  - 朝水 彩栞（あさみず あやか） - 原沙知絵
  - 犬塚 凡海（いぬづか ぼんかい） - きたろう
  - ハスティ（朝水の相棒・警察犬）
- クリプトガム
  - ロバート原口 - 本宮泰風
  - 仲田 一也 - 榊英雄
  - 岩間 桐江 - 矢吹春奈
  - 浜田 攘 - 辻本祐樹
  - 竹内 猟次郎 - 片桐竜次
- その他
  - 萌木 俵子 - 久世星佳
  - 村路 - 奥深山新
  - 明美 - 映美くらら
  - マリー・アン - ジゼル・クナナン
  - 椚谷 莉々子 - 福井美都

### 『特捜最前線2013』スタッフ
- 脚本：長坂秀佳
- 音楽：吉川清之
- 監督：橋本一
- テーマ音楽：木下忠司
- エンディングテーマ：笹野高史「私だけの十字架」
- 助監督：倉橋龍介
- VFX：クロフネプロダクト、キルアフィルム
- 擬斗：中村健人
- スタント：野々村仁、太田雅之、奥深山新、増田広司、北川裕介
- ガンエフェクト・操演：パイロテック
- ドッグトレーナー：宮忠臣
- プロダクション協力：東映太秦映画村
- 編成：尾木晴佳
- チーフプロデューサー：五十嵐文郎
- プロデューサー：島川博篤、河瀬光、小野川隆
- ラインプロデューサー：進藤盛延
- プロデューサー補：西原宗実
- 制作：テレビ朝日、東映

## ネット局
系列は2023年1月現在の系列。レギュラー版は本放送を実施した局のみ記述。○は現在他系列局であるが、放送当時はテレビ朝日系列とのクロスネット局。☆は地方ロケをした回に制作協力した（エンドロールに表示が出た）局。太字はレギュラー放送を本放送で放送し、なおかつ『特捜最前線2013〜7頭の警察犬〜』も放送したANNフルネット局（放送局によっては再放送を実施した局もある）。グアムでも放送していた。
| 放送対象地域          | 放送局           | 系列                                         | レギュラー放送のネット形態 | 備考 |
| --------------------- | ---------------- | -------------------------------------------- | -------------------------- | --- |
| 関東広域圏            | テレビ朝日       | テレビ朝日系列                               | 制作局                     | |
| 北海道                | 北海道テレビ     | テレビ朝日系列                               | 同時ネット                 | テレビ北海道（テレビ東京系列）でも深夜に再放送を行ったこともあった |
| 青森県                | 青森放送         | 日本テレビ系列                               | 遅れネット                 | ○ |
| 青森県                | 青森朝日放送     | テレビ朝日系列                               | -                          | 特捜最前線2013のみ放送 |
| 岩手県                | テレビ岩手       | 日本テレビ系列                               | 遅れネット                 | ○1979年9月まで（のちに1994年に再放送扱いで初回から放送再開） |
| 岩手県                | IBC岩手放送      | TBS系列                                      | 遅れネット                 | 1979年10月から |
| 岩手県                | 岩手朝日テレビ   | テレビ朝日系列                               | -                          | 特捜最前線2013のみ放送 |
| 宮城県                | 東日本放送       | テレビ朝日系列                               | 同時ネット                 | |
| 秋田県                | 秋田放送         | 日本テレビ系列                               | 遅れネット                 | 本放送を秋田テレビに移行した後も再放送は秋田放送で実施していたことがある。 |
| 秋田県                | 秋田テレビ       | フジテレビ系列                               | 同時ネット →遅れネット     | ○1981年から |
| 秋田県                | 秋田朝日放送     | テレビ朝日系列                               | -                          | 特捜最前線2013のみ放送 |
| 山形県                | 山形テレビ       | テレビ朝日系列                               | 遅れネット                 | 1980年3月まで |
| 山形県                | 山形放送         | 日本テレビ系列                               | 同時ネット →遅れネット     | ○1980年4月から |
| 福島県                | 福島中央テレビ   | 日本テレビ系列                               | 遅れネット                 | 1981年9月まで |
| 福島県                | 福島放送         | テレビ朝日系列                               | 同時ネット                 | 1981年10月開局から |
| 山梨県                | 山梨放送         | 日本テレビ系列                               | 遅れネット                 | - |
| 山梨県                | テレビ山梨       | TBS系列                                      | 遅れネット                 | |
| 新潟県                | 新潟総合テレビ   | フジテレビ系列                               | 同時ネット                 | ○☆1983年9月まで 現・NST新潟総合テレビ |
| 新潟県                | 新潟テレビ21     | テレビ朝日系列                               | 同時ネット                 | 1983年10月開局から |
| 長野県                | 長野放送         | フジテレビ系列                               | 遅れネット                 | 1980年9月まで |
| 長野県                | テレビ信州       | 日本テレビ系列                               | 同時ネット →遅れネット     | ○1980年10月開局から。 |
| 長野県                | 長野朝日放送     | テレビ朝日系列                               | -                          | 特捜最前線2013のみ放送 |
| 静岡県                | テレビ静岡       | フジテレビ系列                               | 遅れネット                 | 1978年6月まで |
| 静岡県                | 静岡朝日テレビ   | テレビ朝日系列                               | 同時ネット                 | ☆1978年7月から （開局当時は静岡けんみんテレビ） |
| 富山県                | 北日本放送       | 日本テレビ系列                               | 遅れネット                 | 平日16：00～16：55に不定期放送 |
| 石川県                | 北陸放送         | TBS系列                                      | 遅れネット                 | |
| 石川県                | 北陸朝日放送     | テレビ朝日系列                               | -                          | 特捜最前線2013のみ放送 |
| 福井県                | 福井テレビ       | フジテレビ系列                               | 遅れネット                 | |
| 中京広域圏            | 名古屋テレビ     | テレビ朝日系列                               | 同時ネット                 | |
| 近畿広域圏            | 朝日放送         | テレビ朝日系列                               | 同時ネット                 | 現・朝日放送テレビ |
| 鳥取県 島根県         | 山陰中央テレビ   | フジテレビ系列                               | 遅れネット                 | 日産グループの一社提供による日産劇場として、日曜22:30に放送。エンディングには世界の恋人（インストゥルメンタル版）をBGMに、当時販売中の車種の中から、各販売店4店の代表車種が、それぞれ1台ずつ静止画で紹介された。 |
| 岡山県                | 岡山放送         | フジテレビ系列                               | 同時ネット                 | ○1979年3月までの放送免許エリアは岡山県のみ 1979年4月の岡山・香川の電波相互乗り入れにより瀬戸内海放送へ一本化 |
| 香川県 →岡山県 香川県 | 瀬戸内海放送     | テレビ朝日系列                               | 同時ネット                 | ☆1979年3月までの放送免許エリアは香川県のみ 1979年4月の岡山・香川の電波相互乗り入れにより岡山県にもエリア拡大 |
| 広島県                | 広島ホームテレビ | テレビ朝日系列                               | 同時ネット                 | |
| 山口県                | テレビ山口       | TBS系列                                      | 同時ネット                 | ○1978年9月まで |
| 山口県                | 山口放送         | 日本テレビ系列                               | 遅れネット                 | ○1978年10月から |
| 山口県                | 山口朝日放送     | テレビ朝日系列                               | -                          | 特捜最前線2013のみ放送 |
| 徳島県                | 四国放送         | 日本テレビ系列                               | 遅れネット                 | |
| 愛媛県                | 南海放送         | 日本テレビ系列                               | 同時ネット →遅れネット     | [ 注釈 30 ] [ 注釈 31 ] |
| 愛媛県                | 愛媛朝日テレビ   | テレビ朝日系列                               | -                          | 特捜最前線2013のみ放送 |
| 高知県                | テレビ高知       | TBS系列                                      | 遅れネット                 | |
| 福岡県                | 九州朝日放送     | テレビ朝日系列                               | 同時ネット                 | |
| 長崎県                | 長崎放送         | TBS系列                                      | 遅れネット                 | |
| 長崎県                | 長崎文化放送     | テレビ朝日系列                               | -                          | 特捜最前線2013のみ放送 |
| 熊本県                | テレビ熊本       | フジテレビ系列                               | 遅れネット                 | ○ |
| 熊本県                | 熊本朝日放送     | テレビ朝日系列                               | -                          | 特捜最前線2013のみ放送 |
| 大分県                | テレビ大分       | 日本テレビ系列 フジテレビ系列                | 同時ネット→遅れネット      | ○ |
| 大分県                | 大分朝日放送     | テレビ朝日系列                               | -                          | 特捜最前線2013のみ放送 |
| 宮崎県                | テレビ宮崎       | フジテレビ系列 日本テレビ系列 テレビ朝日系列 | 同時ネット →遅れネット     | [ 注釈 23 ] |
| 鹿児島県              | 鹿児島テレビ     | フジテレビ系列                               | 同時ネット                 | ○1982年9月まで |
| 鹿児島県              | 鹿児島放送       | テレビ朝日系列                               | 同時ネット                 | 1982年10月開局から |
| 沖縄県                | 沖縄テレビ       | フジテレビ系列                               | 遅れネット                 | |
| 沖縄県                | 琉球放送         | TBS系列                                      | 遅れネット                 | 移行時期不明 |
| 沖縄県                | 琉球朝日放送     | テレビ朝日系列                               | -                          | 特捜最前線2013のみ放送 |